# Игра судбине — Летње интриге
Игра судбине — Летње интриге је шеста сезона српске сапунице Игра судбине, која се приказивала од 10. јуна до 29. септембра 2024. године на телевизији Прва и броји 111 епизода. Радњом се надовезује на шесту сезону серије.
За разлику од претходних сезона у којима се радња серије одвијала у Београду, радња специјала се делимично премешта на Космај, где је део јунака на одмору, и у Милано, где Лука и Алекса, заједно са Ленком, покрећу бизнис на основу скица покојне Аде Каначки. Снимање се такође одвијало и у Шпанији.

## Радња
Панчета je пожелела да својим најмилијима приушти одмор од свега, па је изнајмила вилу на Космају у којој ће се сви опустити и одморити. Тамо упознаје власника виле, Мида Пјановића (Бранко Бабовић). Уз Мида су на имању и његова бивша супруга Лепосава (Биљана Николић), ћерка Љубинка (Наташа Станишић), али и локалац Слађан Мрвица (Александар Лазић).
Лука са Алексом одлази у Милано на недељу моде како би коначно оживео скице своје покојне мајке Аде Каначки. Друштво браћи на том путу праве Уна Зврк и Ленка, а у Милану им помаже Лаура Ђорђевић (Ивона Кустудић).
Након удаје за Андрију, Уна упознаје психотерапеуткињу Милену Буразер (Сања Јовићевић).
Сенка Кокољ и даље предано ради у империји Кан капитал, а наравно ту је и Јована Бошњак...

## Улоге

### Главне
- Сандра Бугарски као Марица Панчетовић "Панчета"
- Ненад Јездић као Гвозден Бошњак (епизоде 1−77)
- Бане Поповић као Андрија Бошњак
- Лука Рацо као Алекса Ожеговић
- Стеван Пиале као Лука Каначки
- Мики Крстовић као Томислав Хорват (епизоде 1−77)
- Драгана Мићаловић као Уна Христић
- Тијана Упчева као Уна Медић "Зврк" (главни: епизоде 78−111; епизодни: епизоде 32−35, 37, 43−44, 46−48, 50−56, 59−60, 62−64, 69, 72−77)
- Бранко Бабовић као Мидо Пјановић
- Софија Рајовић као као Сенка Кокољ
- Нина Мрђа као Ленка Велицки
- Вук Салетовић као Бојан Галић "Дебељко"
- Бојана Ординачев као Јована Бошњак
- Мирољуб Турајлија као Добрица Пилетић
- Сташа Радуловић као Гала Ждрал
- Марко Радојевић као Миле Писаров "Миле Купус"
- Александра Белошевић као Ирма Латас
- Бојана Грабовац као Маријана Јовановић
- Миа Митић као Дуња Златић
- Страхиња Митић као Коста Златић "Коле"
- Иван Иванов као Небојша Тамбура
- Лора Орловић као Слободанка Марић "Боба"
- Јована Јелић као Вања Милатовић
- Дејан Цицмиловић као Милорад Тамбура "Мики"
- Тања Живковић као Каја
- Раде Ћосић као Тривановић "Триван"
- Ервин Хаџимуртезић као Ненад Сељановић
- Александар Лазић као Слађан Мрвица
- Уна Козић као Миа Хорват (епизоде 1−77)
- Ивона Кустудић као Лаура Ђорђевић
- Биљана Николић као Лепосава Пјановић
- Лазар Максић као Паоло
- Сања Поповић као Милена Буразер
- Наташа Станишић као Љубинка Пјановић

### Епизодне
- Владимир Чакан као Др. Влада
- Маја Колунџија Зорое као Мирјана Хорват
- Желимир Здравковић као Радуле
- Никола Ранђеловић као Витомир
- Стефан Станчић као Алекса Каначки "Акица"
- Лазар Гавриловић као Лука Ожеговић "Луле"

## Епизоде
| Бр. у серији | Бр. у сезони | Назив                                                                      | Редитељ                          | Сценариста                                                                                        | Премијерно емитовање |
| --- | ------------ | -------------------------------------------------------------------------- | -------------------------------- | ------------------------------------------------------------------------------------------------- | -------------------- |
| 1082 | 1            | Панчета са породицом одлази на одмор                                       | Милан Караџић и Станко Милошевић | Александар Радуловић, Милица Недељковић, Мина Ћирић, Биљана Вујовић, Душан Јанковић и Вида Басара | 10. јун 2024.        |
| Панчета доноси одлуку да након турбулентног периода који је задесио породицу, али и њу, спакује кофере и све их одведе на заслужени одмор. Позива апартмане Пјановић како би летњи одмор искористила на најбољи могући начин — у вили са базеном. Иако се радује одмору, неће бити толико брза када је паковање ствари у питању, па ће у последњи минут проверавати да ли је све понела. Андрија се не појављује на послу након венчања са Уном, што ће у Јовани изазвати бес. Прва на удару биће Боба, која ће Андрију обавестити о дешавањима у фирми током његовог одсуства. Међутим, посао сада ставља у други план и са Уном одлази на пут. Миле планира да запроси Кају. |              |                                                                            |                                  |                                                                                                   |                      |
| 1083 | 2            | Лука и Алекса стижу у Италију                                              | Милан Караџић и Станко Милошевић | Александар Радуловић, Милица Недељковић, Мина Ћирић, Биљана Вујовић, Душан Јанковић и Вида Басара | 11. јун 2024.        |
| Алекса и Лука одлазе у Милано како би покушали да „оживе” Адине цртеже и како би упловили у свет модне индустрије. Они на том путу неће бити сами, већ ће им се придружити и Ленка. Панчета са пријатељима одлази на заслужени одмор, а апартмани Пјановић спремни су за распевану дружину која комбијем стиже на Космај. Уна није срећна што се удала за Андрију, па због тога пада у депресију и не излази из собе. Бригу о Акици преузима Маријана, која ће од Андрије добити награду — путовање у Венецију. |              |                                                                            |                                  |                                                                                                   |                      |
| 1084 | 3            | Лука у Милану упознаје Лауру                                               | Милан Караџић и Станко Милошевић | Александар Радуловић, Милица Недељковић, Мина Ћирић, Биљана Вујовић, Душан Јанковић и Вида Басара | 12. јун 2024.        |
| Ленка, Лука и Алекса дају све од себе како би Адина колекција заблистала на Недељи моде у Милану, а у свему томе помаже им и Лаура Ђорђевић. Лука је на Лауру оставио добар утисак, па га због тога позива на вечеру. Панчета упознаје Мида Пјановића, власника апартмана у којима ужива са пријатељима. Да ће бити одушевљена на први поглед, откриће њен осмех који неће скидати са лица. Задовољство је обострано, јер ће посебна енергија моћи да се примети и у Мидовом понашању. Миле доноси одлуку да однос са Кајом подигне на виши ниво и жели да је ожени. Међутим, ту наилази на један проблем — не зна како да то учини. Осамљује се у соби и покушава да смисли говор којим ће запросити Кају. Уна се каје због венчања са Андријом и пада у очај. Признаје му да је направила грешку и говори да не жели да иде на медени месец са њим. |              |                                                                            |                                  |                                                                                                   |                      |
| 1085 | 4            | Мидо моли Панчету за помоћ                                                 | Милан Караџић и Станко Милошевић | Александар Радуловић, Милица Недељковић, Мина Ћирић, Биљана Вујовић, Душан Јанковић и Вида Басара | 13. јун 2024.        |
| Панчета и Мидо постају пријатељи, а то пријатељство би могло да прерасте у нешто више, бар такав утисак одаје њихово понашање. Долази код ње и моли је за помоћ... Између Гале и Миљана ма прву приметила се другачија енергија, а све изгледа као да би њихов однос могао да прерасте у нешто озбиљније. Међутим, Сељановић, који је заљубљен у Галу, зна где се она налази и код шефа полиције измишља разлог због којег мора да изађе "на терен" баш на Космај. А да ли ће тим поступком покварити Галине планове са Миљаном, остаје нам да видимо... Уна одбија да оде на медени месец са Андријом, што ће њему тешко пасти. Не због хотела који је резервисао у Венецији, већ због њеног хладног односа према њему. Позива Бобу на пиће како би разговарали о његовим проблемима који га чине несрећним. Вања обавештава Јовану да се нешто чудно дешава између Уне и Андрије, као и да нису отишли на пут. Јована позива Маријану, коју је плаћала да јој јавља информације из виле Бошњак, како би сазнала шта се дешава, али наилази на реакцију која јој се неће допасти.                                   |              |                                                                            |                                  |                                                                                                   |                      |
| 1086 | 5            | Уна жели дете са Андријом                                                  | Милан Караџић и Станко Милошевић | Александар Радуловић, Милица Недељковић, Мина Ћирић, Биљана Вујовић, Душан Јанковић и Вида Басара | 14. јун 2024.        |
| Уна се каје због свега што је рекла Андрији и доноси одлуку да жели дете са њим. Андрија у разговору са Бобом долази до закључка да би најбоље било да Уна крене код психотерапеута, због свега што јој се издешавало у последње време. Ипак, Уна га позива и извињава му се због одбијања и отказивања меденог месеца, а њена изјава да жели дете са њим додатно ће га збунити. Миле жели да запроси Кају, али не зна како то да уради, због чега је под стресом. Иако ће она желети да се мази са њим, он ће бити хладан према њој, јер не зна како на прави начин да је пита да се уда за њега. Дебељко баца око на Љубинку, ћерку Мида Пјановића... Лаура се заљубљује у Луку, али наилази на његово одбијање. Ипак, она не одустаје од свог циља и глуми да јој није добро, само да би Лука дошао код ње. Сељановић и Тривановић наоружани упадају у вилу Пјановић... |              |                                                                            |                                  |                                                                                                   |                      |
| 1087 | 6            | Љубинка и Тривановић се заљубљују на први поглед                           | Милан Караџић и Станко Милошевић | Александар Радуловић, Милица Недељковић, Мина Ћирић, Биљана Вујовић, Душан Јанковић и Вида Басара | 15. јун 2024.        |
| Тривановић је под утиском након што је у апартманима "Пјановић" упознао Љубинку у коју се заљубљује на први поглед. Тривановић "судбоносном сусрету" може да захвали Сељановићу, јер је због њега и његове љубави према Гали, слагао шефа полиције и наоружан упао у апартмане, само да би видео Галу. Љубинка признаје мајци да јој се свидео Тривановић, међутим, она јој пуни главу негативним стварима само како би спречила да њена наследница уплови у везу са мушкарцем којег не жели за зета. Након што је Лука одбио да изађе на вечеру са Лором, она га позива и говори му како има напад панике и да што пре да дође код ње у стан. Наиван, као и увек, одмах одлази код Лауре, која покушава на све начине да га заведе. Од силне жеље да запроси Кају, Миле добија вирус и потребан му је преглед лекара... |              |                                                                            |                                  |                                                                                                   |                      |
| 1088 | 7            | Андрија одлази на пиће са Бобом али неће се завршити само на томе          | Милан Караџић и Станко Милошевић | Александар Радуловић, Милица Недељковић, Мина Ћирић, Биљана Вујовић, Душан Јанковић и Вида Басара | 16. јун 2024.        |
| Драстична промена у Унином понашању након венчања са Андријом почиње све да брине, а највише њега, јер немају однос као некада. Дебељко и Добрица неће моћи да се суздрже када угледају прелепе трешње у суседном домаћинству на Космају, не размишљајући да их то може скупо коштати... Галина однос са Слађаном могао би да прерасте у озбиљну везу, с обзиром да су нон стоп заједно откако је дошла у вилу "Пјановић". Често јој гледа у шољу, а то ће учинити поново и то код ње у соби. Говори јој да никада није знала да одабере правог мушкарца, са чиме се и она слаже. После расправе коју је Уна изазвала током вечере, Андрија одлази у бизнис клуб како би са Бобом разговарао о породичним проблемима. Међутим, неће се завршити само на томе – одаје се алкохолу и неће знати кад је доста... |              |                                                                            |                                  |                                                                                                   |                      |
| 1089 | 8            | Наоружани мушкарац упада у апартмане "Пјановић"                            | Милан Караџић и Станко Милошевић | Александар Радуловић, Милица Недељковић, Мина Ћирић, Биљана Вујовић, Душан Јанковић и Вида Басара | 17. јун 2024.        |
| Дебељко и Добрица направиће општу пометњу на Космају, када комшији Боривоју, без дозволе, уђу на имање и поједу трешње. То ће га толико разљутити, да ће наоружан упасти на имање "Пјановић". Андрија се одаје алкохолу због породичних проблема са Уном, а пијаног га у бизнис клубу затиче Јована која од Ирме покушава да сазна у чујем је друштву био њен бивши супруг. Ипак, она одбија да јој каже истину и говори јој да је био сам. Љубинкину љубав према клавиру и класичној музици нико не доживљава озбиљно и често је због тога сви избегавају. Међутим, томе сада долази крај, јер ће поред ње буде Тривановић који ће је подржавати у ономе што воли. Лука иде на вечеру са Лауром... |              |                                                                            |                                  |                                                                                                   |                      |
| 1090 | 9            | Лаура и Лука одлазе на вечеру                                              | Милан Караџић и Станко Милошевић | Александар Радуловић, Милица Недељковић, Мина Ћирић, Биљана Вујовић, Душан Јанковић и Вида Басара | 18. јун 2024.        |
| Лаура на све начине покушава да заведе Луку, али не зато што се заљубила, већ зато што зна да има новца. После много позива да са њом изађе на вечеру, Лука пристаје и долази до њиховог првог састанка. Међутим, Лаура ни не слути шта се крије иза тога. Наиме, Алекса у документацији наилази на финансијска непоклапања, што јасно указује да је Лаура за модну колекцију Аде Каначки украла 120.000 евра. Лука због тога пристаје на вечеру са њом, јер ће једино тако успети да јој се приближи и сазна све о њеним мутним пословима, а да ли ће због тога отићи предалеко, остаје нам да видимо... Љубинка и Тривановић се заљубљују на први поглед. До сада никада није имала емотивног партнера, али након сусрета са њим убеђена је да је он човек којег је чекала читав живот. Заједно завршавају у њеној соби, међутим, њихову романтику прекида Мидо, Љубинкин отац... Уна уочава проблем у свом понашању и пристаје на Андријин предлог да оде код психотерапеута... |              |                                                                            |                                  |                                                                                                   |                      |
| 1091 | 10           | Мирјана нестаје пред сусрет са Гвозденом                                   | Милан Караџић и Станко Милошевић | Александар Радуловић, Милица Недељковић, Мина Ћирић, Биљана Вујовић, Душан Јанковић и Вида Басара | 19. јун 2024.        |
| Мирјана напушта болницу и из иностранства се враћа у Србију. После сазнања да је Гвозден жив, изразиће жељу да га види после много година. Ипак, до тог сусрета не долази, јер Мирјана нестаје. Миле признаје Миду да се разболео јер жели да запроси Кају, али не зна како то да уради. Он пристаје да му помогне у том великом кораку, а прво ће порадити на Милетовом самопоуздању... Уна се коначно психички опоравља након свега што јој се издешавало и насмејана одлази на пиће са Андријом. Али то није све - донела је одлуку да прихвати Андријин предлог и крене на разговоре код психотерапеута. Љубинка нестаје из виле "Пјановић"... |              |                                                                            |                                  |                                                                                                   |                      |
| 1092 | 11           | За Љубинком се и даље трага                                                | Милан Караџић и Станко Милошевић | Александар Радуловић, Милица Недељковић, Мина Ћирић, Биљана Вујовић, Душан Јанковић и Вида Басара | 20. јун 2024.        |
| Тривановић и Сељановић завршавају у притвору, окривљени због тога што су "киднаповали" Љубинку. Заправо, Тривановићева заљубљеност их је довела иза решетака. После неколико деценија некомуникације и интензивне мржње која и после толико година не јењава, Гвозден одлучује да позове Томислава, како би сазнао где је Мирјана опет нестала. Психотерапеуткиња Милена обавештава Бобу да је Уна заказала разговор код ње. И Боба и Милена су изненађени што је врло брзо уследио преокрет у Унином понашање. Паоло Лаури прави љубоморну сцену, захтевајући да му призна зашто је била на вечери са Луком. За Љубинком се и даље трага, иако су Тривановић и Сељановић иза решетака. Небојша је Миду лично обећао да ће је пронаћи и да ће га одмах обавестити уколико дођу до новог трага... |              |                                                                            |                                  |                                                                                                   |                      |
| 1093 | 12           | Лаура преварила Луку и Алексу                                              | Милан Караџић и Станко Милошевић | Александар Радуловић, Милица Недељковић, Мина Ћирић, Биљана Вујовић, Душан Јанковић и Вида Басара | 21. јун 2024.        |
| Лука и Алекса се суочавају са Лауром и Паолом након сазнања да су их преварили за више од 100 хиљада евра. Алекса је у документацији увидео велике пропусте, али и велику разлику у цени тканине у односу на тржиште. Лука због тога прихвата Лаурин позив за вечеру, само како би сазнао о чему се ради. Ипак, она ће одмах све схватити и са Паолом се договара око следећег корака. Алекса и Лука долазе код њих и саопштавају им да су схватили да су преварени. Уна одлази на прву психотерапију, међутим, након тога неће бити расположена за разговор са Андријом... Коначно долазо до сусрета Мирјане и Гвоздена, који су годинама били раздвојени и то због њеног оца Томислава Хорвата... |              |                                                                            |                                  |                                                                                                   |                      |
| 1094 | 13           | Јована мисли да је Андрија у вези и са Бобом                               | Милан Караџић и Станко Милошевић | Александар Радуловић, Милица Недељковић, Мина Ћирић, Биљана Вујовић, Душан Јанковић и Вида Басара | 22. јун 2024.        |
| Љубинка се вратила кући. Миду је најважније што је она жива и здрава, али Лепосава је љута јер ће сада сви у крају да испирају уста са Љубинком и целом породицом. Лепосава наравно сматра да је она овде највећа жртва. Јована долази код Бобе у канцеларију и захтева да јој каже где је јуче била, пошто на свом радном месту није била. Пошто се Андрија превише ослања на Бобу, поново је позива на вечеру, јер му треба још једна помоћ. Вања је Јованина доушница и прати Бобу у стопу. Тако је спазила да је Боба после вечере са Андријом завршила у сузама, и одмах је то јавила Јовани, која је одмах помислила да су и њих двоје у вези. Док Миле стоји пред врата друге жене, Каја га тражи по целој кући... |              |                                                                            |                                  |                                                                                                   |                      |
| 1095 | 14           | Је ли Миле где си ти то синоћ спавао                                       | Милан Караџић и Станко Милошевић | Александар Радуловић, Милица Недељковић, Мина Ћирић, Биљана Вујовић, Душан Јанковић и Вида Басара | 23. јун 2024.        |
| Уна наставља терапију код Милене и признаје јој да са Андријом никада није спавала. Милена се у први мах изненађује, па је занима да ли је то заправо заједничка одлука. Миле завршава у Галиној соби, али не и у њеном кревету. Гала је расположена за интимно дружење, али Миле само жели да Каји буде веран. Међутим, ту ноћ Миле моли Дебељка да ипак преспава код њега. Јована не престаје да малтретира Бобу, па јој тако доноси нова документа која треба да среди. Гвозден се полако "враћа у живот". Пронашао је љубав свог живота са којом има и ћерку, чини се да се све враћа на старо. Андрија и он наздрављају у то име. Каја коначно проналази Милета и занима је само једно – где је он синоћ спавао? |              |                                                                            |                                  |                                                                                                   |                      |
| 1096 | 15           | Уна је спремна да спава са Андријом                                        | Милан Караџић и Станко Милошевић | Александар Радуловић, Милица Недељковић, Мина Ћирић, Биљана Вујовић, Душан Јанковић и Вида Басара | 24. јун 2024.        |
| Откако је кренула на психотерапију код Милене Буразер, приметно је побољшање у Унином понашању, али и њеном односу са Андријом. Иако га већ дуже време одбија од себе, то се сада мења и разговори са психотерапеуткињом јој помажу. Након још једне успешне терапије, Уна доноси одлуку да спава са Андријом и извињава му се што то већ до сада нису урадили. Андрија не крије колико је срећан због Унине одлуке, па ће лично позвати Милену како би јој се захвалио, јер је успела да му сачува брак. Али то није све – заједно са Уном сређују брачну собу, како би обоје уживали. Миле проводи ноћ у Галиној соби, а иако ће дати све од себе како би то сакрио од Каје, она све сазнаје и избија хаос у апартманима "Пјановић". Међутим, Каја ускоро проналази утеху код Слађана, који ће јој "гледати у звезде". |              |                                                                            |                                  |                                                                                                   |                      |
| 1097 | 16           | Да ли ће Панчета и Мидо провести ноћ заједно                               | Милан Караџић и Станко Милошевић | Александар Радуловић, Милица Недељковић, Мина Ћирић, Биљана Вујовић, Душан Јанковић и Вида Басара | 25. јун 2024.        |
| Ситуација у Кан капиталу измиче контроли... Андрија након започињања новог живота са Уном, тотално запоставља посао, због чега настаје хаос у компанији. Јована добија моћ да фирмом управља како жели, а све са циљем да малтретира Андријине људи. Прве на удару су Боба и Сенка, које Јована свакодневно претрпава послом. Сенка се због тога састаје са Андријом и говори му да што пре мора да дође на посао. Каја сумња у Милетову верност, након сазнања да ноћ није превео у својој соби. Иако упорно тврди да је ноћ провео на базену, истина би ускоро могла да угледа светлост дана, а то значи да ће сви сазнати да је ноћ провео са Галом. Каја је убеђена да је између Гале и Милета нешто било, а то ће јој бити јасније када јој Гала исприча какав је Миле у кревету. |              |                                                                            |                                  |                                                                                                   |                      |
| 1098 | 17           | Шта ће Слађан у орману и у чијем                                           | Милан Караџић и Станко Милошевић | Александар Радуловић, Милица Недељковић, Мина Ћирић, Биљана Вујовић, Душан Јанковић и Вида Басара | 26. јун 2024.        |
| Андрија и Боба настављају разговор. Она наставља да му се жали да је на послу ужасна атмосфера и да Јована малтретира све његове раднике. Андрија је теши да ће се то променити. Међутим, њихов разговор прекида љубоморна Уна која жели да зна о чему се ради. Јована шаље мејл и окупља све запослене из менаџмента. На том састанку присуствује и Сенка, коју Јована вређа и понижава, због чега она одлучује да напусти салу за састанке. Љубинка зове Тривановића, изјављује му љубав, али он јој одбија позиве. Мидо обавља важан телефонски позив, када схвати да се у орману крије ни мање ни више него Слађан... |              |                                                                            |                                  |                                                                                                   |                      |
| 1099 | 18           | Да ли ће Боба добити отказ у Кан капиталу                                  | Милан Караџић и Станко Милошевић | Александар Радуловић, Милица Недељковић, Мина Ћирић, Биљана Вујовић, Душан Јанковић и Вида Басара | 27. јун 2024.        |
| Бобина позиција у фирми је на танком леду... Због Андријиног одсуства из фирме, ситуација у Кан капиталу није под контролом, а за све је крива Јована Бошњак. Једва је дочекала да "казни" Бобу која је дугогодишња Андријина десна рука и спрема јој отказ. После низ сплетки које јој је приредила, Јована организује састанак на којем би саопштила своју одлуку – да ли Боба добија отказ. Међутим, планове ће јој пореметити Андрија, који изненада прекида састанак... Лепосава сазнаје да Мидо планира да покрене бизнис у Београду, а њу да остави на Космају како би водила апартмане. То јој се никако не допада, јер је навикла да управља његовим животом, а раздвојеност би то покварила. Али Лепосава неће одмах одустати, па заједно са Слађаном смишља план којим би пореметили Мидове планове... |              |                                                                            |                                  |                                                                                                   |                      |
| 1100 | 19           | Слађан предлаже Гали да заведе једног мушкарца како би извукла информације | Милан Караџић и Станко Милошевић | Александар Радуловић, Милица Недељковић, Мина Ћирић, Биљана Вујовић, Душан Јанковић и Вида Басара | 28. јун 2024.        |
| Мирјана и Гвозден воде искрен разговор и она захтева да сазна да ли је њен отац Томислав био ратни профитер. Слађан прави пакт са Лепосавом, јер обоје желе да сазнају где Мидо крије новац. Баш због тога, Мидо се закључава у собу и проверава да ли је сеф на сигурном. Алекса је толико оптерећен послом и то Ленки баш смета. Пребацује му то, али он негира, покушавајући да је разувери. Међутим, Ленка му не верује. Љубинка захваљује оцу што брине о њој и размишља о њеној будућности, али размишља само о Тривановићу, који ју је опет позвао. Мидо "луди" што се полицајац опет интересује за његову јединицу. Слађан има пословну понуду за Галу, од које ће зарадити 5 000 евра. Потребно је само да флертује са једним господином, како би "извукла" информације. Јована изненада позива Уну... |              |                                                                            |                                  |                                                                                                   |                      |
| 1101 | 20           | Уна се такмичи са Бобом                                                    | Милан Караџић и Станко Милошевић | Александар Радуловић, Милица Недељковић, Мина Ћирић, Биљана Вујовић, Душан Јанковић и Вида Басара | 29. јун 2024.        |
| Миа је нестала и Гвозден "луди". Покушава на све начине да је пронађе, а Мирјана му се такође не јавља. Уна је дошла у ситуацију да се такмичи са Бобом. Љубоморна је на "десну руку" свог мужа и признаје Милени да жели да стекне поверење у Андрију. Андрија упада у Јованину канцеларију и захтева да му одговори зашто је узнемиравала Уну. Гала се већ "бацила на посао". Почела је да заводи Мида, не би ли сазнала где крије сеф са новцем... |              |                                                                            |                                  |                                                                                                   |                      |
| 1102 | 21           | Гала се "баца на посао" и проводи ноћ са Мидом                             | Милан Караџић и Станко Милошевић | Александар Радуловић, Милица Недељковић, Мина Ћирић, Биљана Вујовић, Душан Јанковић и Вида Басара | 30. јун 2024.        |
| Будући да се Гала већ "бацила на посао" и да заведе Мида, они проводе ноћ заједно. Андрија је преместио Вању код Сенке у канцеларију, како не би могла да прати Бобу у стопу. Иако је Јована љута због тога, јер њена кртица више није "на правом месту и у право време", одлучује да му ипак доскочи и пронађе ново решење. Лука поново завршава на романтичној вечери са Лауром, којој признаје да ужива у Милану, у њеном друштву. Милена позива Бобу да би јој саопштила нешто што она мора да зна... |              |                                                                            |                                  |                                                                                                   |                      |
| 1103 | 22           | Гала је увређена и бес искаљује на Слађану                                 | Милан Караџић и Станко Милошевић | Александар Радуловић, Милица Недељковић, Мина Ћирић, Биљана Вујовић, Душан Јанковић и Вида Басара | 1. јул 2024.         |
| Када је сазнала шта Слађан смера, Гала се увредила и сада сматра да јој је углед заувек "укаљан". Слађан покушава да је уразуми како би се фокусирала на новац који јој је обећао. За ноћ коју су провели заједно Мидо и Гала, чула је и Панчета, која га среће видно нерасположена и бесна. Тривановић и Љубинка настављају своју љубавну романсу, упркос противљењу њених родитеља... |              |                                                                            |                                  |                                                                                                   |                      |
| 1104 | 23           | У полицијску станицу стиже мистериозни пакет                               | Милан Караџић и Станко Милошевић | Александар Радуловић, Милица Недељковић, Мина Ћирић, Биљана Вујовић, Душан Јанковић и Вида Басара | 2. јул 2024.         |
| Уна жели да се врати на посао. Андрија је изненађен што јој је баш то пало на памет, али је подржава у новој идеји, поготово да се запосли у некој новој компанији. Међутим, она инсистира да се врати у Кан капитал, што њему никако не одговара. Лаура долази у Лукин апартман. Жели да му захвали што је дао половину новца када је било најкритичније. Сигурна је да је то он учинио само због ње. Небојша позива Тривановића и Сељановића на разговор како би проверио да ли су они опет били на Космају, поготово сигуран да јесу, али хоће да их наведе да признају. Гала и Мидо настављају романтично дружење уз чашу вина и она је на прагу да сазна где Мидо чува новац. У полицијску станицу стиже пакет непознате природе... |              |                                                                            |                                  |                                                                                                   |                      |
| 1105 | 24           | Сенка и Вања воде рат                                                      | Милан Караџић и Станко Милошевић | Александар Радуловић, Милица Недељковић, Мина Ћирић, Биљана Вујовић, Душан Јанковић и Вида Басара | 3. јул 2024.         |
| Након што је Мида признао Гали да има много новца, наводи је да погађа где га је сакрио. Сенка и Вања воде рат. Пошто је сазнала да је Вања прати и шпијунира, Сенка одлучује да јој напакости, тако што ће јој дати прегршт посла који мора да заврши што пре. Лаура, Ленка, Лука и Алекса вредно раде на Адиним креацијама, а у канцеларију им долази Пауло са вестима – сазнао је ко је власник простора! Галино и Мидино дружење прекида Лепосава која прави љубоморну сцену и захтева да сазна где јој је бивши муж... |              |                                                                            |                                  |                                                                                                   |                      |
| 1106 | 25           | Уна се враћа у фирму, Вања и Јована никако нису задовољне                  | Милан Караџић и Станко Милошевић | Александар Радуловић, Милица Недељковић, Мина Ћирић, Биљана Вујовић, Душан Јанковић и Вида Басара | 4. јул 2024.         |
| Тривановић жели да Љубинку још боље упозна, поготово у кревету, али она одбија његову иницијативу јер жели само конкретне планове о будућности. Тривановић јој предочава једну врло важну ствар које она није свесна – они се и даље крију од њених родитеља и таква веза за сада нема будућност. Лепослава позива Мрвицу да му "очита буквицу". Схватила је да је заправо била његова идеја да сви заједно оду у потрагу за тартуфима, али још увек покушава да сазна зашто. Уна се враћа у Кан капитал и среће Бобу. Њихов први сусрет пролази одлично, али вест да се Уна враћа у компанију никако не одговара Вањи која то одмах преноси Јовани. Гала се предомишља, јер у дружењу са Мидом наилази на велики проблем. Позива Мрвицу у помоћ! Небојша позива Мида... |              |                                                                            |                                  |                                                                                                   |                      |
| 1107 | 26           | Сада уместо мене зове Сенку                                                | Милан Караџић и Станко Милошевић | Александар Радуловић, Милица Недељковић, Мина Ћирић, Биљана Вујовић, Душан Јанковић и Вида Басара | 5. јул 2024.         |
| Након што су Алекса и Лука сазнали да је власник простора, који желе да закупе за свој студио, ни мање ни више него Андрија Бошњак, Лука добија нервни слом. Ни Милету ни Каји "не цветају руже" у вези . Миле има утисак да је на летовање пошао не са девојком, већ са тетком која га стално прекорава. Каја је бесна када то чује и одлази на базен да се смири, али тамо среће Добрицу, који је подсећа да су некада били заједно и да му је жао што се њихова љубав угасила. Гала се врло брзо покајала што се "упетљала" у било какву причу са Мидом, јер јој се Панчета и Лепосава „не скидају с врата”. Мрвица је добио шта је хтео и сада креће у напад. Заједно са Лепосавом улазе у Мидову собу, како би га опљачкали. Иако смо до сада навикли на љубавни троугао – Уна-Андрија-Боба, Боба постаје љубоморна на нову женску особу у Андријином животу. Очајна је и каје се што је Андрији причала о својим осећањима. Има утисак да је он од тада престао да је зове, и да сада зове само Сенку... |              |                                                                            |                                  |                                                                                                   |                      |
| 1108 | 27           | Мидо је опљачкан                                                           | Милан Караџић и Станко Милошевић | Александар Радуловић, Милица Недељковић, Мина Ћирић, Биљана Вујовић, Душан Јанковић и Вида Басара | 6. јул 2024.         |
| Пошто Мрвица није успео да узме новац из Мидине собе, јер га је он затекао на делу, Мрвица и Лепослава настављају свој план. Морају под хитно да дођу до кључа Мидове собе. Након што су се Каја и Миле посвађали, она је отишла у шетњу, ни мање ни више, него са Добрицом, својим бившим дечком. Миле прави љубоморну сцену, док му Панчета још више "стаје на муку". Алекса и Лука захтевају објашњење од Андрије, али ни он не зна о чему се ради и зашто је његова стара фирма у Милану повећала цену закупа. Моли Сенку да испита о чему се ради. Мидо и Панчета и даље маштају о заједничком пословању и настоје да развију посао у Малдивима. Међутим, не тако пријатно изненађење ће га сачекати када дође у своју собу... |              |                                                                            |                                  |                                                                                                   |                      |
| 1109 | 28           | Све је завршено                                                            | Милан Караџић и Станко Милошевић | Александар Радуловић, Милица Недељковић, Мина Ћирић, Биљана Вујовић, Душан Јанковић и Вида Басара | 7. јул 2024.         |
| Андрија се јавља Луки... Мидо затиче Љубинку у полирању есцајга и брже боље је пита ко је изнео тепих из његове собе. Од ње сазнаје да су Мрвица и њена мајка однели на прање, али одговор само отвара "Пандорину кутију" – одакле им кључ?! Уна не може да сакрије сарказам у гласу након Јованиног предлога да се организује женски тим билдинг у фирми. Ни Боба не изгледа ни претерано оптимистично, а ни срећно због потенцијалног дружења са колегиницама, али Јована не одустаје од идеје. Лука саопштава Алекси да га је звао Андрија Божњак и да је све завршено. Убрзо, Лука добија занимљиву понуду да прославу лепих вест. Панчети је синула нова бизнис идеја за Малдиве, а тиче се Мида и његове печењаре. Уна одлази на нову сеансу... |              |                                                                            |                                  |                                                                                                   |                      |
| 1110 | 29           | Хоћу да водимо љубав                                                       | Милан Караџић и Станко Милошевић | Александар Радуловић, Милица Недељковић, Мина Ћирић, Биљана Вујовић, Душан Јанковић и Вида Басара | 8. јул 2024.         |
| Уна на сеанси разговара о интимности и признаје Милени да још увек није спремна да спава са Андријом. Међутим, терапеуткиња је охрабрује на промену... После женског дружења у Јованиној канцеларији, Уна и Андрија се срећу код куће и он јој признаје да му се то дружење уопште не допада. Уна га упућује на то да планирају тим билдинг и да он неће имати никакву одговорност. Мидо позива Небојшу на дружење и успут га упознаје са Лепосавом, која се уплашила када је сазнала да је Небојша заправо полицајац. Заправо, Мидо је то и хтео - да је застраши. Уна предлаже Андрији да воде љубав. Он је у шоку... |              |                                                                            |                                  |                                                                                                   |                      |
| 1111 | 30           | Јована куца на Лукина врата                                                | Милан Караџић и Станко Милошевић | Александар Радуловић, Милица Недељковић, Мина Ћирић, Биљана Вујовић, Душан Јанковић и Вида Басара | 9. јул 2024.         |
| Тривановић опет посећује Љубинку, кришом од Мида и осталих из апартмана. Међутим, када је Љубинка почела да прича да жели да живи са њим заједнички живот и куповину некретнине, Тривановић је покушао да је остави. Лука и Лаура проводе ноћ заједно и она жели да то понове. Јована одлази у Милано, али то је не спречава да, уз Вањину помоћ, буде у току са свим што се дешава у Кан капиталу. Сенка је убеђена да је Јована отишла на естетску операцију, али Јована заправо куца на Лукина врата апартмана... |              |                                                                            |                                  |                                                                                                   |                      |
| 1112 | 31           | Трудна сам                                                                 | Милан Караџић и Станко Милошевић | Александар Радуловић, Милица Недељковић, Мина Ћирић, Биљана Вујовић, Душан Јанковић и Вида Басара | 10. јул 2024.        |
| Ко Јовану зна, зна да она ужива у повређивању других. Лука је то тек сад схватио, када је покуцала на његова врата у Милану. Покушава да јој објасни да је међу њима готово, али она не мисли тако. Након што се десио пех на Космају и Небојша је затекао Тривановића код Љубинке, везао му је лисице и правац одвезао га у Београд. Поново му је запретио да ће га заувек затворити у самицу, буде ли га опет видео близу Љубинке. у вили Бошњак је на помолу нова свађа. Сада због Сенке. Мрвица и Лепосава коначно су открили шифру Мидивог сефа. Алекса сумња да Ленка има стомачни вирус, а она је готово сигурна да су њене мучнине изазване нечим другим... |              |                                                                            |                                  |                                                                                                   |                      |
| 1113 | 32           | Ти хоћеш да ја абортирам                                                   | Милан Караџић и Станко Милошевић | Александар Радуловић, Милица Недељковић, Мина Ћирић, Биљана Вујовић, Душан Јанковић и Вида Басара | 11. јул 2024.        |
| Принова можда и није тако добра идеја... Након што је сазнао да ће вероватно постати отац, Алекса се није баш најбоље снашао у разговору са Ленком. Она се љути и виче, јер не може да верује да Алекса бежи од одговорности у овој ситуацији . Сумња да он жели абортус. Каја опет напада Милета. Захтева да јој одговори зашто је прекинуо са рецитовањем песме када је на врата ушла Гала. Каја сумња да му се Гала допада. Уна је узбуђена и има трему јер одлази на тим билдинг са колегама. Тривановић је тужан јер је морао да прекине везу са Љубинком. Мрвица опет моли Љубинку да му да кључ од Мидове собе, али се она пре тога консултује са оцем. Мидо је саветује да откључа собу и да остави врата отворена, не би ли видео шта Мрвица заправо хоће... |              |                                                                            |                                  |                                                                                                   |                      |
| 1114 | 33           | Нисам знала да смо полуделе за истим мушкарцем                             | Милан Караџић и Станко Милошевић | Александар Радуловић, Милица Недељковић, Мина Ћирић, Биљана Вујовић, Душан Јанковић и Вида Басара | 12. јул 2024.        |
| Лука отвара све карте пред Лауром. Говори јој да Јована Бошњак није баш тако сјајна као што се представља и да заправо она стоји иза одлуке да се подигне цена закупа њиховог модног студија. Лаура зове Јовану да јој се пожали, јер није знала да су обе "полуделе" за истим мушкарцем. Лепосава придикује Миду јер је одобрио љубавну везу њихове ћерке и Тривановића. Мида уопште не занима мишљење његове бивше жене, већ Љубинкина срећа. Пред Луком и Алексом се појављује нови проблем. О сукобу са Јованом, Уна прича са својом терапеуткињом и жали јој се да јој атмосфера у Кан капиталу уопште не прија. Ленка саопштава Алекси да је решила да се врати у Београд... |              |                                                                            |                                  |                                                                                                   |                      |
| 1115 | 34           | Могу да ти помрсим конце једним позивом                                    | Милан Караџић и Станко Милошевић | Александар Радуловић, Милица Недељковић, Мина Ћирић, Биљана Вујовић, Душан Јанковић и Вида Басара | 13. јул 2024.        |
| Лаура је решила да Јовани јасно стави до знања да са њом нема шале и да није више она клинка од раније. Мидо не дозвољава Тривановићу да оде, док не заврше разговор. Лаура упозорава Јовану да није више она клинка коју је упознала, већ да је израсла у веома утицајну, пословну жену, која може да јој помрси конце једним позивом. Терапеуткиња Милена и Боба склапају занимљив договор током ручка. Тривановић и Мидо проводе ноћ у истом кревету... |              |                                                                            |                                  |                                                                                                   |                      |
| 1116 | 35           | Вама од мене нема спаса                                                    | Милан Караџић и Станко Милошевић | Александар Радуловић, Милица Недељковић, Мина Ћирић, Биљана Вујовић, Душан Јанковић и Вида Басара | 14. јул 2024.        |
| Сенка обавештава Јовану да ће на тим билдинг доћи медијатар, а она остаје увређена што је прво нису консултовали, пре него је одлука донесена. Мидо тера Тривановића да цепа дрва, али и да се ближе упозна са Лепосавом. Сенка и Боба праве договор да психотерапеуткиња Милена води тим билдинг, о чему Сенка обавештава и Јовану. Увређена што је прво нису консултовали, Јована истиче како другима нема спаса од ње. Милена и Андрија се срећу у фирми, када он први пут сазнаје да ће она бити у тим билдингу. Милета и Кају чека озбиљан разговор. Лаура добија забрињавајући позив. |              |                                                                            |                                  |                                                                                                   |                      |
| 1117 | 36           | Пробаће све, без трунке стида                                              | Милан Караџић и Станко Милошевић | Александар Радуловић, Милица Недељковић, Мина Ћирић, Биљана Вујовић, Душан Јанковић и Вида Басара | 15. јул 2024.        |
| Уна је у потпуном шоку, јер ју је Јована оптужила да се запослила искључиво захваљујући свом мужу. Панчета води озбиљан разговор са Милетом и има једну велику молбу за њега. Љубинка и Мидо договарају повратак за Београд. Вања и Јована коментаришу долазак терапеуткиње Милене. Лука је љут на Лауру што је звала и претила Јовани, сматрајући да је тако само погоршала ствари. Уна је у шоку, јер ју је Јована оптужила да се запослила захваљујући само свом мужу, док Сенку тако нешто уопште не чуди. Док је Андрија на састанку са Миленом, добија позив, ни мање ни више него од Лауре... |              |                                                                            |                                  |                                                                                                   |                      |
| 1118 | 37           | Јадна мала Уна, она никад ништа не зна                                     | Милан Караџић и Станко Милошевић | Александар Радуловић, Милица Недељковић, Мина Ћирић, Биљана Вујовић, Душан Јанковић и Вида Басара | 16. јул 2024.        |
| Небојша позива Тривановића да се врати на посао. Међутим, проблем на Космају га спречава да се врати на дужност. Украден му је пиштољ и нико не зна ко би могао бити лопов! Андрија и Уна причају о тим билдингу. Уна му се жали да ју је Јована провоцирала све време, али се трудила да остане прибрана и професионална. Андрију више ништа не може да зачуди, зато он, следећег дана, одлази бесан у Јованину канцеларију и захтева да му каже зашто се не држи договора. Захтева од ње да врати пословни простор Луки и Алекси у Милану, а Јована одмах помишља да је то ново Унино "масло". Уна зна о чему се ради, али се у то није мешала. У целој фрци око изгубљеног пиштоља, Љубинка само на љубав мисли! Жели да са Тривановићем прича о заједничкој будућности, не схватајући да ће он бити у великом проблему уколико не пронађе своје оружје за рад. На Космају се једино проводи Сељановић, који сваки час улази у Галину собу покушавајући да је заведе, али она то не примећује. "Јеси ли ти икада размишљала да се удаш?“ питање је којим је Миле започео причу са Кајом, на тему њихове љубави... |              |                                                                            |                                  |                                                                                                   |                      |
| 1119 | 38           | Лаура је твоја љубавница или Лукина                                        | Милан Караџић и Станко Милошевић | Александар Радуловић, Милица Недељковић, Мина Ћирић, Биљана Вујовић, Душан Јанковић и Вида Басара | 17. јул 2024.        |
| Мидо позива Небојшу и саопштава му да зна ко је Тривановићу украо полицијски пиштољ. Као по договору са Андријом, Лаура позива адвоката јер је одлучила да тужи Јовану за мобинг. Чувени адвокат породице Бошњак долази у њену канцеларију и наговештава јој да је у проблему. Миле заиста не зна да покаже своје емоције, па је тако још једном „упрскао“ пред Кајом. У нади да јој изјави љубав и да је запроси, Миле се збуњује и више не зна шта жели. Када је Уна сазнала за Луку и Лауру, Андрији прави сцену јер није знала да је њен садашњи супруг постао пријатељ са њеним бившим. И занима је да ли је Лаура Андријина љубавница, или Лукина. Јована се заправо плаши да ће јој Лаура напакостити, па позива свог адвоката у помоћ... |              |                                                                            |                                  |                                                                                                   |                      |
| 1120 | 39           | Ко би рекао Мидо да ћу ти ја пресудити                                     | Милан Караџић и Станко Милошевић | Александар Радуловић, Милица Недељковић, Мина Ћирић, Биљана Вујовић, Душан Јанковић и Вида Басара | 18. јул 2024.        |
| Ленка је посетила гинеколога поводом трудноће и има 20 дана да одлучи да ли жели да задржи дете. Алекси се не допада њен наратив, јер осећа да га она искључује из одлуке коју треба заједно да донесу. Андрија наставља да се виђа са Миленом. Међутим, у бизнис клубу срећу Јовану, која је на састанку са својим адвокатом. У том, Лаура позива Јовану и предлаже јој нешто што она не може никако да одбије. Полицијски пиштољ је на крају завршио код Лепосаве, која планира да се освети Миду. Срећом, прислушкује је Мрвица, који можда може да спречи катастрофу... |              |                                                                            |                                  |                                                                                                   |                      |
| 1121 | 40           | Је л' реално да си ти присвојио мог психотерапеута                         | Милан Караџић и Станко Милошевић | Александар Радуловић, Милица Недељковић, Мина Ћирић, Биљана Вујовић, Душан Јанковић и Вида Басара | 19. јул 2024.        |
| Полиција стиже на Космај и планира да забрани излазак свима из апартмана док се не пронађе Тривановићев пиштољ. Када то чује, Лепосава излази пред целом полицијском делегацијом са пиштољем у рукама, упереним тачно у све њих, највише у Мида. Уна се жали Милени да жели да оде на пусто острво са особом која ни на који начин није укључена у Андријин живот. Али исто тако сазнаје да је Андрија исто завршио на "на њеном каучу" и због тога га напада. Алекса открива Паолу да је затекао Луку и Лауру, како се ваљају у кревету. Није му право што то чује... |              |                                                                            |                                  |                                                                                                   |                      |
| 1122 | 41           | Андрија је почео да се удвара и Милени                                     | Милан Караџић и Станко Милошевић | Александар Радуловић, Милица Недељковић, Мина Ћирић, Биљана Вујовић, Душан Јанковић и Вида Басара | 20. јул 2024.        |
| Коначно стожу бољи дани за Луку и Алексу, откако су дошли у Милано. Алекса је срећан што се решио проблем око закупа студија, али посебно се радује што ће ускоро постати отац. Да ли ће тај добар период потрајати или ће им Јована задати нови ударац од ког неће моћи да се опораве? Миле и Панчета су се вратили у Београд и она покушава да га испита у вези са тестаментом. Све је то закувала његова „луда тетка“ са својим „фикс“ идејама... Боба обавештава Андрију да је одлучила да окрене нови лист у животу. Јована је свесна да су је сви понизили, али не предаје се тако лако. Заједно са својим адвокатом одлучује да се освети најмање Лаури, Луки, Андрији и Уни барем дупло. Андрија одлази на прву сеансу и доводи Милену у непријатну ситуацију... |              |                                                                            |                                  |                                                                                                   |                      |
| 1123 | 42           | Ти треба да се ожениш за Милета Купуса                                     | Милан Караџић и Станко Милошевић | Александар Радуловић, Милица Недељковић, Мина Ћирић, Биљана Вујовић, Душан Јанковић и Вида Басара | 21. јул 2024.        |
| Сељановић открива Тривановићу да Миле може да добије 500.000 аустралијских долара и предлаже му да се ожени с њим. Панчета не крије радост због Ленкине трудноће. Лука говори Лаури како је пресрећан што је пронашао жену попут ње. |              |                                                                            |                                  |                                                                                                   |                      |
| 1124 | 43           | Дирљиво је колико браниш свог мужа                                         | Милан Караџић и Станко Милошевић | Александар Радуловић, Милица Недељковић, Мина Ћирић, Биљана Вујовић, Душан Јанковић и Вида Басара | 22. јул 2024.        |
| Панчета је љута на Тићу што јој је пожелео срећу са "месаром", а она се само труди да Малдиви буду једно атрактивно место. Јована је посетила Уну на радном месту, са намером да јој постави приватно питање, а такође је направила и ироничан коментар везан за Андрију. Уна нервозна дошла код терапеуткиње Милене. Мрвица поставља многа питања, због чега је сумњив Милету. Андрија је добио диван букет цвећа. Када је Мидо позвао Панчету, она му се пожалила што је послао Мрвицу, јер је напио Милета и Дебељка. |              |                                                                            |                                  |                                                                                                   |                      |
| 1125 | 44           | Ухапсили су Луку и Лауру                                                   | Милан Караџић и Станко Милошевић | Александар Радуловић, Милица Недељковић, Мина Ћирић, Биљана Вујовић, Душан Јанковић и Вида Басара | 23. јул 2024.        |
| Уна предочава Андрији да су све жене са којима ради заљубљене у њега. Андрија покушава да јој објасни да она због тога треба да буде поносна, али Уна из неког разлога има проблем са том чињеницом. Панчета позива Алексу и жали му се на Тићу. Алекса покушава да јој објасни да не може сада да прича, али кад Панчета има проблем - имају га сви. Миле је одлучио да не жели теткин новац и Каји саопштава да не жели да се венчају. Милена пије пиће са Бобом у бизнис клубу и даље не жели да одаје информације о Андрији и сеанси. Али одлучује да јој каже само једно – сигурна је да Андрија од ње не жели само терапију, већ нешто више. Боби није свеједно нимало. Паоло сазнаје да су Лука и Лаура ухапшени... |              |                                                                            |                                  |                                                                                                   |                      |
| 1126 | 45           | Скандалозни чланак је изашао у јавност, Јована увелико слави               | Милан Караџић и Станко Милошевић | Александар Радуловић, Милица Недељковић, Мина Ћирић, Биљана Вујовић, Душан Јанковић и Вида Басара | 24. јул 2024.        |
| Миле и Каја још увек не могу да реше проблем са тетком. Миле се неуспешно одупире њеној идеји да га ожени, а Каја, иако га воли, ипак не жели да је неко условљава да ступи у брак. Међутим, схватају и једно и друго да би им новац добродошао, па предлажу да је "преваре". Предлажу Сељановићу да позове тетку и представи јој се као Милетов кум. Јована сазнаје да је Сенка проверавала њену фирму у Милану и то по Андријином наређењу. Сенка има утисак да јој Јована прети и да је овог пута другачија. Андрија је смирује, говорећи јој да су то само Јованине "бубице". Чланак коначно излази у новинама и први који га види је Алекса. Јована за то време увелико слави... Андрију муче незахвалне жене и убеђен је да га само такве окружују. У сред сеансе, Милени се слоши и она пада у несвест. Андрија јој додирује лице, у нади да ће се пробудити. |              |                                                                            |                                  |                                                                                                   |                      |
| 1127 | 46           | Уна сумња да се између Андрије и Милене дешава нешто                       | Милан Караџић и Станко Милошевић | Александар Радуловић, Милица Недељковић, Мина Ћирић, Биљана Вујовић, Душан Јанковић и Вида Басара | 25. јул 2024.        |
| Мидо упознаје Микија Тамбуру, сасвим случајно док је на ручку са Небојшом поводом свог новог бизниса. Мики је прилично изненађен што је његов син у Фејм довео свог пријатеља и што га крије од оца. Андрија сазнаје за фамозни скандал у Милану, али у први мах није свестан да је Јована у том чланку поткачила и њега. Међутим, само један случајни позив новинара ће све преокренути у Андријину корист. Љубинка стиже у Београд и то посебно радује Тривановића, међутим када сазна да је она дошла у пратњи са Мидом, лако ће му спасти осмех са лица. Будући да се Милена онесвестила у сред сеансе са Андријом, њихов састанак се завршава и Андрија стиже кући раније. Уни даје то још један повод за сумњу, да се међу њима нешто дешава. Милена наставља да буде Андријина психотерапеуткиња иако постаје свесна да међу њима има емоција, и од њега тражи помоћ. Након што је видела новинске написе о скандалу, Зврк позива Луку да пита како је... |              |                                                                            |                                  |                                                                                                   |                      |
| 1128 | 47           | Варнице између Андрије и Милене не престају, а Боба љубоморише             | Милан Караџић и Станко Милошевић | Александар Радуловић, Милица Недељковић, Мина Ћирић, Биљана Вујовић, Душан Јанковић и Вида Басара | 26. јул 2024.        |
| Тривановић покушава да се дистанцира од Љубинке, али то не иде тако лако. Мидо га је узео под своје! Зато се он жали Љубинки да не може више све то да трпи! Позиви новинара не престају! Андрија нон-стоп добија питања о Лаури, изискујући да призна у каквим је односима са њом, што резултира тиме да је искрено одговарао новинару, али разговор се ипак завршава у његову корист. Лоше вести из Милана стижу и до Малдива. Долази Каја и саопштава Панчети и Милету да је Лукина фотографија осванула на свим италијанским порталима и да он има везе са скандалом. Лаура се осећа издано и напушта Луку. Уна наставља да се бори за Андријину љубав и пажњу, па одлучује да жели да му парира, да буду равноправни. С друге стране, Милена добија велику повластицу од Андрије и хвали се Боби да је он "бог"... |              |                                                                            |                                  |                                                                                                   |                      |
| 1129 | 48           | Милена позива Андрију на пиће                                              | Милан Караџић и Станко Милошевић | Александар Радуловић, Милица Недељковић, Мина Ћирић, Биљана Вујовић, Душан Јанковић и Вида Басара | 27. јул 2024.        |
| Док је Уна на сеанси са Миленом, стиже вест у новинама да је Андрија био насилан према једном новинару. И док су сви у хаосу због тога, Сенка и Боба поготово, Андрију то ни не дотиче. Зврк стиже у Лукин апартман. Он је изненађен, али му је и драго што је види. Отвара јој се искрено и прича откуд он баш у Милану. Зврк жели да му стави до знања да га подржава у свему. Ситуација између Андрије и Милене се развија неочекивано. Она га позива на пиће у бизнис клуб, он радо прихвата. Мидо развија пословни план и то са Тамбуром, а Лепосава је дошла са Космаја и за петама му је. Тражи га свуда, па чак прави сцену и у Малдивима. Андрија позива Лауру и захваљује јој се... |              |                                                                            |                                  |                                                                                                   |                      |
| 1130 | 49           | Ово више није психотерапија, претвара се у приватно виђање                 | Милан Караџић и Станко Милошевић | Александар Радуловић, Милица Недељковић, Мина Ћирић, Биљана Вујовић, Душан Јанковић и Вида Басара | 28. јул 2024.        |
| Лука се похвалио да је Зврк дошла да га посети у апартман. Та вест је стигла и до Алексе, који је лепе вести, будући да сви воле Зврка, одмах поделио са Ленком. Да ствар буде још интересантнија, Луки и Зврку се враћају старе емоције. Флерт се појављује такође између Андрије и Милене, због чега она одлучује да прекину са психотерапијом. Андрија се буни, убеђујући је да му дружење са њом и те како помаже. Уна сазнаје да Андрија прекида психотерапију, и чудно јој је зашто. С друге стране, Боба зна истину, као и за фамозни пољубац, и није јој свеједно што се Андрија заљубљује у њену блиску пријатељицу. Тамбура се заправо све време лажно представљао пред Мидом. У жељи да му помогне са новим бизнисом, он заправо "ставља шапу" на Мидов посао, показујући ко је у ствари главни! Након што је видела Зврк, Лаура прави Луки љубоморну сцену, занимајући је ко је заправо та жена из прошлости. |              |                                                                            |                                  |                                                                                                   |                      |
| 1131 | 50           | Боба признаје Андрији да гаји емоције према њему                           | Милан Караџић и Станко Милошевић | Александар Радуловић, Милица Недељковић, Мина Ћирић, Биљана Вујовић, Душан Јанковић и Вида Басара | 29. јул 2024.        |
| Боба сазнаје да је Милена прекинула терапију са Андријом. Иако су Милена и Боба добре другарице, Андрији није ни пало на памет да би његова "десна рука" могла да сазна да иде код психотерапеута. Након тог сазнања одмах ће му бити јасно да Боба зна све Миленине и његове тајне... Међутим, то није једино што ће га изненадити. Боба коначно скупља храброст и кроз сузе му признаје да гаји емоције према њему... Мидо позива Тамбуру и извињава му се због тога што је сумњао у његову искреност када је покретање бизниса у питању. Међутим, није ни свестан да ће да га удари шамар реалности када га Мики заиста превари. Милету истиче време да докаже своју љубав према Каји, иначе остаје без богатства које му је тетка обећала... |              |                                                                            |                                  |                                                                                                   |                      |
| 1132 | 51           | Долази до првог пољупца Бобе и Андрије                                     | Милан Караџић и Станко Милошевић | Александар Радуловић, Милица Недељковић, Мина Ћирић, Биљана Вујовић, Душан Јанковић и Вида Басара | 30. јул 2024.        |
| Након што је Боба признала шта годинама осећа према Андрији, долази до њиховог првог пољупца. Панчета даје све од себе како би успела са Милетовом тетком да се договори око услова који је требао да испуни, како би од ње наследио наследство. Тетка не одустаје од идеје да га ожени, а иако Каја можда није спремна за тај корак, можда јесте девојка која ће се појавити у Малдивима, а која ће Милету одмах запасти за око. Андрија позива Вању на разговор, након што је раскринкао још једну прљаву игру Јоване Бошњак. Иако ће Вања одмах завршити у сузама и почети да се правда како није крива, Андрија неће одустати од намере да сазна све од ње. Лука се састаје са Зврком и због тога не долази на састанак, а то ће највише разбеснети Лауру, која га је чекала... Мики Тамбура проналази пословни простор који је потребан Миду, како би започео бизнис. |              |                                                                            |                                  |                                                                                                   |                      |
| 1133 | 52           | Лаура прети Алекси                                                         | Милан Караџић и Станко Милошевић | Александар Радуловић, Милица Недељковић, Мина Ћирић, Биљана Вујовић, Душан Јанковић и Вида Басара | 31. јул 2024.        |
| Лаура пуца од љубоморе због Зврковог и Лукиног односа... Након што на састанку сазна да је Лука отишао са Зврком, Лаура ће тотално побеснети, због чега ће Луки направити љубоморну сцену. Међутим, он јој није једини проблем - у остваривању њеног циља препрека јој је и Алекса, који подржава Лукин однос са Зврком. Лаура због тога доноси одлуку да му запрети... Милена се суочава са великим дугом од 40.000 евра, који у кратком року мора да врати, иначе ће јој банка одузети ординацију. Једину сламку спаса види у Боби од које тражи новац, међутим, наилази на њено одбијање. Иако би можда могла да јој помогне, то не жели да уради јер је љубоморна на њен однос са Андријом, у ког је већ годинама заљубљена. У Малдивима се појављује девојка која је Милету одмах запала за око... |              |                                                                            |                                  |                                                                                                   |                      |
| 1134 | 53           | Андрија помаже Милени и позива банку                                       | Милан Караџић и Станко Милошевић | Александар Радуловић, Милица Недељковић, Мина Ћирић, Биљана Вујовић, Душан Јанковић и Вида Басара | 1. август 2024.      |
| У новинама је објављен нови текст, који је Андрија уговорио са Јованом и њеним адвокатом, заправо уценивши их. Док су Боба и Сенка поносне на Андрију, Уна је бесна и одлази у његову канцеларију по објашњење. Изгледа да Јована ни не зна за нови чланак у новинама. Лоше вести доноси јој Вања. Андрију то ништа не занима, већ је највише фокусиран на Милену, жену која му окупира мисли у последње време. Чим је сазнао да има финансијске проблеме, одлучио да јој прискочи у помоћ. Без њеног знања. |              |                                                                            |                                  |                                                                                                   |                      |
| 1135 | 54           | Милени се вратио осмех на лице: Зашто ми ниси рекла да је он Бог?          | Милан Караџић и Станко Милошевић | Александар Радуловић, Милица Недељковић, Мина Ћирић, Биљана Вујовић, Душан Јанковић и Вида Басара | 2. август 2024.      |
| Ленка се оптерећује послом, иако јој Алекса говори да се смири и да има важнијих ствари у животу, попут будућности њиховог детета. Тамбура се јавља Миду и саопштава му да не могу заједно да гледају пословни простор за нови Мидов бизнис. Мидо и даље не схвата да му Тамбура заправо није пријатељ. Милена добија нове информације из банке. Враћа јој се осмех на лице и то захваљујући Андрији. Позива Бобу да са њом подели радосне вести и пита је зашто јој није рекла да је Андрија свемогућ. Уна одлучује да пронађе другог психотерапеута, јер је Милена одсутна и не може да се посвети разговору, нити да, у таквом стању, помогне Уни. Лаура долази са важним информацијама у студио... |              |                                                                            |                                  |                                                                                                   |                      |
| 1136 | 55           | Боба жели да посвађа Уну и Андрију                                         | Милан Караџић и Станко Милошевић | Александар Радуловић, Милица Недељковић, Мина Ћирић, Биљана Вујовић, Душан Јанковић и Вида Басара | 3. август 2024.      |
| Боба доноси одлуку да се бори за љубав коју годинама гаји према Андрији! Боба је схватила да између Милене и Андрије нешто било, поготово када је сазнала да јој је управо он помогао око дуга који има према банци. Тада почиње да игра прљаву игру - први корак јој је посвађати Уну и Андрију. То би лако могло да прође за руком, с обзиром да одлази код Уне и саопштава јој да је Андрија помогао Милени... Мидо има план како да помири Микија и Небојшу Тамбуру, док Мики има само један циљ - да сазна колико Мидо има новца и да га превари првом приликом. У томе ће му помоћи девојка коју је ангажовао да заведе Мида и од њега извуче све информације које га занимају. Ленку много боли стомак и тражи да је Алекса одведе код лекара. Плаши се да ће изгубити бебу... |              |                                                                            |                                  |                                                                                                   |                      |
| 1137 | 56           | Не желим више да будем са тобом                                            | Милан Караџић и Станко Милошевић | Александар Радуловић, Милица Недељковић, Мина Ћирић, Биљана Вујовић, Душан Јанковић и Вида Басара | 4. август 2024.      |
| Тривановић се жали Љубинки на Миду, бесно објашњавајући колико га он малтретира и живцира. Панчета и Мидо разговарају о томе колико је тежак живот, а Панчета истиче како се надала да ће лекари успети да помогну Ленки. Уна почиње да сумња у Андријину верност, па је поставила Боби неочекивано питање. Занимало ју је да ли нешто постоји између Милене и Андрије, а рекло би се да је Боба једва дочекала да додатно унесе црв сумње. Лука саопштава Лаури да не жели више да буде са њом. Милена позива Андрију на опроштајну сеансу. |              |                                                                            |                                  |                                                                                                   |                      |
| 1138 | 57           | Прошли пут си ме избацила са сеансе због једног обичног пољупца            | Милан Караџић и Станко Милошевић | Александар Радуловић, Милица Недељковић, Мина Ћирић, Биљана Вујовић, Душан Јанковић и Вида Басара | 5. август 2024.      |
| Андрија је дошао код Милене на њихову "опроштајну" сеансу, на којој ће се многе карте отворити. Лаура инсистира да зна да ли је Лукина одлука о раскиду коначна и сазнаје да је он заправо криви за Ленкин губитак бебе. Алекса је довео Ленку кући, али се она и даље ни осећа здравствено добро. Љубинка прекорева Тривановића говорећи му да је време да се уозбиљи и живи нормалним животом. Андрија је дошао код Милене и није пропустио прилику да јој спомене пољубац, због којег га је прошли пут избацила са сеансе. |              |                                                                            |                                  |                                                                                                   |                      |
| 1139 | 58           | Ленка је изгубила бебу                                                     | Милан Караџић и Станко Милошевић | Александар Радуловић, Милица Недељковић, Мина Ћирић, Биљана Вујовић, Душан Јанковић и Вида Басара | 6. август 2024.      |
| Ленка губи Бебу, а ова вест потреса читају породицу. Иако се тешко носи са овом ситуацијом, добија подршку од свих, посебно од Зврка и Алексе. Након што јој је Андрија средио дуговање у банци, које је опасно могло да угрози њен посао, Милена се састаје са њим и уживо му се захваљује. Није јој јасно како је успео да реши тако велик проблем, јер њој то није полазило за руком иако је директор банке њен пријатељ. Међутим, неће се завршити само на захвалности. Панчета сазнаје да је Ленка изгубила бебу и то тешко подноси. Одмах позива Олгу и гавори јој шта се десило... Страст између Зврка и Луке поново је присутна. Иако се у Лукином животу појавила Лаура, љубав према Зврку је јача и долази до њиховог првог пољупца после дуго времена... |              |                                                                            |                                  |                                                                                                   |                      |
| 1140 | 59           | Алекса жели да одустане од бизниса у Италији                               | Милан Караџић и Станко Милошевић | Александар Радуловић, Милица Недељковић, Мина Ћирић, Биљана Вујовић, Душан Јанковић и Вида Басара | 7. август 2024.      |
| Андрији је поново попустила кочница на терапији код Милене. Уна сумња у Андријину верност и то са разлогом. На све начине покушава да га улови у прељуби, а у томе јој помаже и Боба, која само жели да раздвоји Андрију и Милену, која јој га је отела пред очима. Андрија поново одлази на терапију код Милене, а међу њима ће поново да прораде страсти. Међутим, прави шок ће уследити када Уна на Андријином сакоу пронађе женску длаку... Алекса жели да се врати у Београд и да одустане од бизниса у Милану. Тешко се носи са Ленкиним губитком бебе и не може да се фокусира на посао. Због тога предлаже Ленки да одустану од свега и врате се кући, али она то не жели... Тривановић тражи помоћ од Мида... |              |                                                                            |                                  |                                                                                                   |                      |
| 1141 | 60           | Уна мисли да је Андрија вара са Миленом                                    | Милан Караџић и Станко Милошевић | Александар Радуловић, Милица Недељковић, Мина Ћирић, Биљана Вујовић, Душан Јанковић и Вида Басара | 8. август 2024.      |
| Уна у разговору са Бобом признаје да мисли да је Андрија вара са Миленом... Боба покушава од Милене да сазна шта се дешава између ње и Андрије и међу њима избија свађа. Са друге стране, у вили Бошњак долази до жустре расправе између Уне и Андрије, а све због његовог повратка на терапију код Милене. Тривановић лудо воли Љубинку, али му највећу препреку прави Мидо, њен отац. На све начине покушава да га "освоји", али му не полази за руком. Долази на идеју да од Мида затражи посао, како би могао да плаћа стан у којем ће живети заједно са Љубинком. Мидо неће крити колико му се свиђа ова понуда и доноси одлуку да му помогне... |              |                                                                            |                                  |                                                                                                   |                      |
| 1142 | 61           | Да ли ће Уна раскринкати Миленину и Андријину аферу                        | Милан Караџић и Станко Милошевић | Александар Радуловић, Милица Недељковић, Мина Ћирић, Биљана Вујовић, Душан Јанковић и Вида Басара | 9. август 2024.      |
| Уна покушава да докаже да је Андрија вара са Миленом. Када види женску длаку на Андријином сакоу, Уна долази на идеју да испита о чијој се коси ради. Једно је сигурно – није њена, а то саопштава и Андрији код ког долази у канцеларију. Андрија позива Милену и говори јој да су у проблему, јер је Уна пронашла њену длаку... Лепосава не жели да се врати на Космај, јер би тамо била сама, а Љубинка и Мидо би уживали у чарима Београда. Иако су они против тога, она долази на идеју да нађе купца за апартмане на Космају и на тај начин себи обезбеди стални боравак у Београду. На крају у томе и успева, а вест о купцу саопштава Миду. Лаура се враћа након мистериозног нестанка и одбија да уради било шта везано за ревију док не види Луку. Алекса јој говори да више не долази на посао, али то је неће спречити да уради шта је наумила. Лепосавин однос са Тамбуром све је приснији... |              |                                                                            |                                  |                                                                                                   |                      |
| 1143 | 62           | Лаура затиче Зврка и Луку заједно                                          | Милан Караџић и Станко Милошевић | Александар Радуловић, Милица Недељковић, Мина Ћирић, Биљана Вујовић, Душан Јанковић и Вида Басара | 10. август 2024.     |
| Зврк и Лука коначно заборављају проблеме из прошлости и обнављају везу. Заједно проводе ноћ, али им на врата долази непозван гост - Лаура, која прекида њихов интимни тренутак. Однос Уне и Андрије из дана у дан све је напетији, а последња свађа у низу настала је због женске длаке коју је Уна нашла на његовом сакоу. Иако сумња да је Адрија вара са Миленом, Уна не жели ништа да тврди док не сазна чија је коса. Ипак, ова ситуација изазвала је свађу на послу, што Андрија замера, јер не жели да на послу износе прљав веш из приватног живота. Јована не крије да је радује напета ситуација између Уне и Андрије, па позива Бобу на пиће, како би је "пребацила" на своју страну. Изгледа као да ће Боба прихватити Јованову понуду да је обавештава о браку бившег супруга, а ово не изненађује с обзиром да је и сама увидела да Андрија није човек каквим га је сматрала све ове године. Андрија позива Милену и ноћ проводи ван виле Бошњак, док ће Сенка потезом о оставци све изненадити... |              |                                                                            |                                  |                                                                                                   |                      |
| 1144 | 63           | Уна "стеже обруч" око Милене и Андрије                                     | Милан Караџић и Станко Милошевић | Александар Радуловић, Милица Недељковић, Мина Ћирић, Биљана Вујовић, Душан Јанковић и Вида Басара | 11. август 2024.     |
| До моддне ревије у Милану остало је још само недељу дана, а проблеми тек почињу. Лука и Алекса су сав новац уложили у тај пројекат, а понашање Лауре и Паола је много чудно – да ли ће их на крају преварити, остаје нам да видимо... Међутим, неколико дана пред ревијом Лаура наилази на проблем због односа са Луком, а леђа јој окреће и њен пријатељ Паоло. Иако Тамбура мисли да је Мидо глуп и да ће лако успети да га превари, то се ипак неће десити, јер је он "намазанији" него што може да претпостави. Нуди му да хитно купи пословни простор који се продаје "испод цене", међутим, он одбија то да учини. Андрија након проведене ноћи са Миленом покушава Уну да направи лудом. Говори је касно дошао кући и да је она тада спавала, а да је водио рачуна о сваком детаљу говори и ново одело, које је купио када је отишао од Милене. Можда је мислио да му је то пошло за руком, али Уна је то одмах приметила и прокоментарисала у разговору са Бобом. Уна позива Милену и захтева да се уживо састану како би разговарале о Андрији, али и доказу о прељуби који је нашла на његовом сакоу...    |              |                                                                            |                                  |                                                                                                   |                      |
| 1145 | 64           | "Стеже се обруч": Мики више нема куд                                       | Милан Караџић и Станко Милошевић | Александар Радуловић, Милица Недељковић, Мина Ћирић, Биљана Вујовић, Душан Јанковић и Вида Басара | 12. август 2024.     |
| Мики је опет у проблему. Покушава на све начине да опљачка Мида нудећи му пословни простор, али срећом, Мидо је, за сваки случај, тражио помоћ од Небојше. Мики није ни свестан да му у "Фејму" смештају замку. Након што је у орману затекла Андријино ново одело, Уна опет доживљава нервни слом, јер јој то потврђује да је Андрија сигурно вара. Долази код Милене на сеансу како би о томе разговарала, али је затиче са потпуно другачијом фризуром. И Зврк куца на Лаурина врата. Жели да разговарају о Луки, али Лаура јој ипак саветује да ипак не улази у апартман, јер очекује ни мање ни више него Луку... |              |                                                                            |                                  |                                                                                                   |                      |
| 1146 | 65           | Уна и Андрија заједно пију и она наставља са испитивањем                   | Милан Караџић и Станко Милошевић | Александар Радуловић, Милица Недељковић, Мина Ћирић, Биљана Вујовић, Душан Јанковић и Вида Басара | 13. август 2024.     |
| Тривановић је везао Галу за радијатор у тоалету, али јој није јасно зашто. Покушава да је наведе да призна за кога ради. Уна и Андрија настављају да пију, али Уна напомиње да није пиће све што јој је потребно од њега. Андрија не схвата, али је ту, на располагању, да помогне. Небојша је схватио да је Мики хтео да превари Мида. Наравно да Мики све негира, али Небојша добро познаје свог оца. Зврк је помогла Луки и Алекси да се реше Лауре једном засвагда, и Лука јој се на томе много захваљује. Зврк препознаје тренутак искрености и признаје да га воли. Мидо долази код Панчете на ручак и затиче је у сузама. Тића ју је "откачио"... |              |                                                                            |                                  |                                                                                                   |                      |
| 1147 | 66           | Уна и ја смо водили љубав, зар то није био и циљ                           | Милан Караџић и Станко Милошевић | Александар Радуловић, Милица Недељковић, Мина Ћирић, Биљана Вујовић, Душан Јанковић и Вида Басара | 15. август 2024.     |
| Док је Уна на седмом небу, Милена је повређена и своју љубомору показује пред Бобом! Након што су Уна и Андрија водили љубав, Милена је повређена и предочава Андрији да се њихов однос променио. С друге стране, Андрија сматра да је био убедљив и да је на тај начин ућуткао Уну неко време. Лаура смера неко зло. Узима пиштољ и припрема освету, али је у томе прекида Паоло који јој забринуто нуди помоћ. Не само што Мики и Лепосава „шурују“, већ јој се Мики и удвара, а две чаше белог вина стижу у прави час! Панчета одлази да пронађе Тићу и да од њега захтева одговор зашто ју је напустио. За то време, палицу око вођење Малдива даје Миду... |              |                                                                            |                                  |                                                                                                   |                      |
| 1148 | 67           | Сви су спремни за конференцију а где је Лаура и шта сад смера              | Милан Караџић и Станко Милошевић | Александар Радуловић, Милица Недељковић, Мина Ћирић, Биљана Вујовић, Душан Јанковић и Вида Басара | 16. август 2024.     |
| Лепосава пре љубавног састанка са Микијем, свраћа до Малдива да разговара са Мидом и одмах му приговара што у последње време највише проводи времена са Панчетом. Тића јавља Луки и Алекси да не жели више да се врати код Панчете и да му је доста њене самовоље. Панчета због овога "утапа" тугу у алкохолу и у томе јој друштво праве Мидо и Миле. Међутим, Панчета у тако припитом стању, испитује Мида о Лепосави, показујући малу дозу љубоморе. Лепосава прилично наивно приступа дружењу са Микијем. Не само што није знала да ће у Фејму остати сами, већ јој нуди раме за плакање и утеху, како би што пре заборавила Мида. Заузврат, тражи од ње да га воли! Екипа из Милана се припрема пред велику конференцију, не знајући да Лаура смера нешто... |              |                                                                            |                                  |                                                                                                   |                      |
| 1149 | 68           | Лаура је "на лековима" и под контролом, али...                             | Милан Караџић и Станко Милошевић | Александар Радуловић, Милица Недељковић, Мина Ћирић, Биљана Вујовић, Душан Јанковић и Вида Басара | 17. август 2024.     |
| Ситуација са Андријиним новим оделом ипак није тако безазлена. Отворила је Пандорину кутију! Када је Уна наишла на његово ново одело, Андрија јој је "продао причу" да га је добио на поклон од брата Гвоздена, али то ипак можда није истина. У Кан Капиталу је почело да се "шушка" да за њега постоји фактура и то на 2.000 евра и сви се питају о којој је фирми реч. Прве које испитују ситуацију су Боба и Уна, наравно, две најважније жене у Андријином животу. Ситуација је напета и у другом делу Европе, док се Лука, Алекса, Ленка, Зврк и Паоло припремају за конференцију. Паоло је забринут за Лауру, због чега јој долази у посету, а то чини и Зврк јер се осећа одговорно за њено урушено здравствено стање. Лаура није добро, и судећи према пиштољу који је сакрила у свом апартману, има план... |              |                                                                            |                                  |                                                                                                   |                      |
| 1150 | 69           | Лаура прекида славље...                                                    | Милан Караџић и Станко Милошевић | Александар Радуловић, Милица Недељковић, Мина Ћирић, Биљана Вујовић, Душан Јанковић и Вида Басара | 18. август 2024.     |
| Лукино, Алексино, Ленкино, Зврково и Полово славље прекида изненадни Лаурин долазак... Гала се среће Тривановићем у кафићу. На њене провокације, он реагује замуцкивањем и покушава да је увери да је све био само неспоразум. Он и не слути, да прави неспоразуми тек долазе... Андрија је у шоку после Униног новог таласа питања: „Где си био ону ноћ када си нестао“. Убеђена да не говори истину, Уна наставља да „решетање” свог драгог. Љубопитљиви Мидо уз чашицу ракије жели да сазна како стоје ствари између Милета и Каје. Прича о тетки из Аустралије која Милету прави проблеме, само ће га подстаћи на ново љубавно маштарење. |              |                                                                            |                                  |                                                                                                   |                      |
| 1151 | 70           | Лаура намерно блокира преговоре                                            | Милан Караџић и Станко Милошевић | Александар Радуловић, Милица Недељковић, Мина Ћирић, Биљана Вујовић, Душан Јанковић и Вида Басара | 19. август 2024.     |
| Андрија не може да схвати зашто Уна не може тако лако да "пређе" преко његове лажи. Моли је и убеђује да наставе даље, али она му више не верује. Паоло "очитава лекцију" Лаури и говори јој да је од сада сама и да нема његову подршку. Дебељко долази код Милета у Малдиве и поверава му се у тајности. Уна одлази на терапију и износи "тешке" тврдње, којима је Милена запањена. Лаура намерно блокира преговоре... |              |                                                                            |                                  |                                                                                                   |                      |
| 1152 | 71           | Срећу се Лука и Уна                                                        | Милан Караџић и Станко Милошевић | Александар Радуловић, Милица Недељковић, Мина Ћирић, Биљана Вујовић, Душан Јанковић и Вида Басара | 20. август 2024.     |
| Екипа се враћа из Милана. Мидо је ухватио Лепосаву и Микија Тамбуру заједно на ручку. Прекида њихово "паклено" дружење и води Лепосаву на Космај, очитавајући јој лекцију да мора мало више да пази са ким проводи време и да би Љубинка требало да буде на првом месту. Лука се вратио у Малдиве и Миле га срдачно дочекује. Сличну ситуацију доживљава и Зврк када свраћа у бизнис клуб где јој се радује Ирма. То што Уна није добила признање од Милене, наставља да истражује Андријин живот, стално му тражећи грешке. Алекса је одмах по доласку похрлио да се дружи са сином, а Лука је тражио од Уне да види Акицу. Срећу се, после дужег времена, и Луку занима како је Уна. |              |                                                                            |                                  |                                                                                                   |                      |
| 1153 | 72           | Гала љуби Тривановића                                                      | Милан Караџић и Станко Милошевић | Александар Радуловић, Милица Недељковић, Мина Ћирић, Биљана Вујовић, Душан Јанковић и Вида Басара | 21. август 2024.     |
| Иако је Тривановић заљубљен у Љубинку и према њој гаји искрене емоције, тотално ће се погубити када угледа Галу у својој канцеларији. У једном тренутку долази до Галиног и његовог пољупца... Лука се први пут састаје са Уном и Акицом након што се вратио из Милана. Како дуго није видео наследника, Лука ће изразити жељу да Акица преспава код њега, са чим ће се и Уна сложити. Мидо посећује Тамбуру у Фејму и саопштава му одлуку коју је донео, а тиче се његове ћерке Љубинке. Андрија одлази код Милене... |              |                                                                            |                                  |                                                                                                   |                      |
| 1154 | 73           | Љубинка сумња да је Тривановић вара                                        | Милан Караџић и Станко Милошевић | Александар Радуловић, Милица Недељковић, Мина Ћирић, Биљана Вујовић, Душан Јанковић и Вида Басара | 22. август 2024.     |
| Небојша Тамбура у Тривановићевој канцеларији проналази укосницу а то говори Љубинки, која ће одмах посумњати у његову верност. Уна на све начине покушава да ухвати Андрију у превари, а сада иде корак даље – жели да истражи све што јој је сумњиво у Кан капиталу. Одлази код Бобе и тражи да јој да сву документацију везану за фирму Радуле дизајн. Када оде на адресу која је наведена у папирима врата јој отвара непознати мушкарац и то је збуњује, јер је очекивала да је у питању жена. Изгледа да је ово део Јованине и Андријине игре, с обзиром да је чула Уну када је тражила документацију од Бобе, а након тога одмах отрчала код Андрије како би му све испричала. Алекса и Лука се упознају са Мидом Пјановићем. Иако су на почетку били срдачни, касније долази до Мидове и Лукине расправе... |              |                                                                            |                                  |                                                                                                   |                      |
| 1155 | 74           | Уна у проблему си                                                          | Милан Караџић и Станко Милошевић | Александар Радуловић, Милица Недељковић, Мина Ћирић, Биљана Вујовић, Душан Јанковић и Вида Басара | 23. август 2024.     |
| Андрија и Јована ипак постају пријатељи. Она га убеђује да му је најбоље да задржи њу као најближег женског пријатеља, будући да ће му Уна, Боба и Милена у једном тренутку доћи главе. Уна је била код Радова и још увек је под утиском. Жали се Боби, јер не може да верује да је Андрија у контакту са шанером, и то сумњиве природе. Тривановић на крају признаје да је Гала била код њега у канцеларији и да је шнала њена! Мидо ипак одустаје од куповина стана за ћерку, и то саопштава Микију. Ипак ће ћерки дати шансу да настави своју љубавну везу са Тривановићем, али изнајмљивањем стана за њих двоје. Та вест ће Љубинку само још више растужити, будући да је у Тривановића изгубила поверење. Уна и Јована завршавају на пићу, када јој Јована предочава да је у проблему. |              |                                                                            |                                  |                                                                                                   |                      |
| 1156 | 75           | Јована нешто "петља" са Уном                                               | Милан Караџић и Станко Милошевић | Александар Радуловић, Милица Недељковић, Мина Ћирић, Биљана Вујовић, Душан Јанковић и Вида Басара | 24. август 2024.     |
| Упознаје Радула и долази код Уне да јој исприча све о њиховом сусрету. Миду ништа није јасно. Зашто Љубинка одједном не жели да буде са Тривановићем, а поготово у тренутку када им је Мидо пронашао стан. Она му објашњава да се Тривановићу "десила Гала". Уна наставља да провоцира Андрију, захтевајући да јој каже шта мисли о превари у браку и да ли је Јовану икада преварио. И Јована тражи контакт од представника "Радуле дизајна" и моли Вању да о овоме никоме не прича. Вања јој, као и увек, помаже у новим сплеткама. Упознаје Радула и долази код Уне да јој исприча све о њиховом сусрету. Лука добија позив од Паола... |              |                                                                            |                                  |                                                                                                   |                      |
| 1157 | 76           | Андрију и Луку сада уједињује заједнички непријатељ - Лаура                | Милан Караџић и Станко Милошевић | Александар Радуловић, Милица Недељковић, Мина Ћирић, Биљана Вујовић, Душан Јанковић и Вида Басара | 25. август 2024.     |
| Паоло јавља Луки да од уговора у Милану нема ништа. Међутим, ипак га саветује да сачекају месец дана, јер се нада да ће се модни дизајнери предомислити. Алекса је ван себе када то чује! Луки пада на памет да позове Андрију Бошњака у помоћ, али се Алекса с тим не слаже. Дошло је и то време када је Уна почела да слуша Јованине савете. Међутим, изгледа да Јована "игра на два фронта" па посећује Андрију у канцеларији, не би ли сазнала неке нове информације. Након што је Андрија од Бобе сазнао да је Уна звала Радула, говори Уни да га понижава пред другим људима. Уна није очекивала такву реакцију. Љубинка је бесна јер сазнаје да је Мидо одустао од куповине стана у Београду и жали се Микију Тамбури. Љубинка одлучује да каже Микију да Мидо има 350.000 евра у штеку. Ипак долази до Андријиног и Лукиног сусрета, и овога пута је тема наравно њихов заједнички непријатељ - Лаура... |              |                                                                            |                                  |                                                                                                   |                      |
| 1158 | 77           | Јована не одустаје да сазна све од Маријане                                | Милан Караџић и Станко Милошевић | Александар Радуловић, Милица Недељковић, Мина Ћирић, Биљана Вујовић, Душан Јанковић и Вида Басара | 26. август 2024.     |
| Уна признаје Андрији да га је слагала у вези са Луком, и успут га је питала зашто је Лука звао и какве проблеме је имао у Милану. Јована не одустаје! Покушава на све начине да убеди Маријану да све што сада чини - чини за Андријино добро и да може да јој верује и каже све што зна о Уни. Маријани није лако, али посустаје... Миле покушава да обрлати своју тетку из Аустралије и да јој "набаци" Мида. С друге стране, Мидо обрлаћује Микија Тамбуру, саветујући га да му је потребна жена и да му је време да се "скраси". Милена се жали Боби да не може више да поднесе Унин притисак. Боби није јасно зашто је то сада мучи, али је Милена убеђује да није имала ништа са Андријом и да јој Унине приче унаоколо сметају. Уна и Лука све више проводе време заједно... |              |                                                                            |                                  |                                                                                                   |                      |
| 1159 | 78           | Уна жели да обнови љубав са Луком                                          | Милан Караџић и Станко Милошевић | Александар Радуловић, Милица Недељковић, Мина Ћирић, Биљана Вујовић, Душан Јанковић и Вида Басара | 27. август 2024.     |
| Уна у последње време често проводи време са Луком, а то смета Зврку. Зврк у разговору са Кајом признаје да Уна жели да врати Луку, а да ли то значи да га и даље воли? Сазнаћемо ускоро... Мидо смишља план како да одвоји Тамбуру од његове ћерке Љубинке. Свестан да је Тамбура доста старији од његове ћерке, али и да је "мутан" човек, Мидо даје све од себе како би спречио да дође до њиховог ближег односа. Долази на идеју да Тамбуру упозна са Милетовом тетком, која живи у иностранству и која је много богата. Тамбура показује заинтересованост за Милетову тетку након сазнања о њеном богатству... |              |                                                                            |                                  |                                                                                                   |                      |
| 1160 | 79           | Наш договор више не важи...                                                | Милан Караџић и Станко Милошевић | Александар Радуловић, Милица Недељковић, Мина Ћирић, Биљана Вујовић, Душан Јанковић и Вида Басара | 28. август 2024.     |
| Љубинка ангажује Мрвицу као испомоћ, јер покреће нови бизнис. Мрвица је помало сумњичав, али ипак пристаје. Милена признаје Боби да има аферу са Андријом, што Боба прихвата са великим разочарењем и тугом. Покушава да је дозове памети, али и сама Милена је свесна да је све „упрскала”, „спетљавши” се са клијентом. Уна и Андрија опет воде разговор о Луки. Док се она правда да се отац ужелео сина и да је нормално да га стално води код Луке у стан, Андрија јој предлаже да промени организацију, јер не мора баш сваки пут да преспава код њега. О Уни и Луки се распитују многи, па тако и Каја која о томе прича са Милетом. Зврк је убеђена да Уна хоће да обнови љубавну везу са Луком, док Каја предосећа да долази потпуни хаос. Лаура позива Андрију и саопштава му да њихов договор више не важи... |              |                                                                            |                                  |                                                                                                   |                      |
| 1161 | 80           | Алекса повлачи потез који ће разбеснети Лауру                              | Милан Караџић и Станко Милошевић | Александар Радуловић, Милица Недељковић, Мина Ћирић, Биљана Вујовић, Душан Јанковић и Вида Басара | 29. август 2024.     |
| Лаура позива Андрију и даје му ултиматум – ако Алекса и Лука не ураде оно што жели, уништиће им посао. Алекса је повукао потез који је изнервирао Лауру и представио је као некога ко је небитан у пројекту, што ће створити нове проблеме у њиховом пословном односу. Из тог разлога доноси одлуку да Андрији каже шта жели да ураде или ће да им упропасти све што су постигли. Љубинка долази на идеју да жели да се бави бизнисом. Након раскида са Тривановићем, схватила је да жели да се посвети себи и свом напредовању, па тако прави први корак и предложе Миду пословни план који ће га одушевити. Његове бајадерице ће ускоро да се испоручују на кућну адресу, а овај план нимало неће свидети Лепосави и Тамбури, јер ће им покварити планове да преваре Мида. Боба долази код Јоване и повлачи потез који ће многе изненадити. Износи јој сав прљави веш Андрије Бошњака, а да ли ће јој испричати и детаље његове афере са Миленом Буразер, остаје нам да сазнамо у вечерашњој епизоди... |              |                                                                            |                                  |                                                                                                   |                      |
| 1162 | 81           | Алекса и Лука заратили због Лауре                                          | Милан Караџић и Станко Милошевић | Александар Радуловић, Милица Недељковић, Мина Ћирић, Биљана Вујовић, Душан Јанковић и Вида Басара | 30. август 2024.     |
| Вања добија наређење од Јоване - мора да истражи све детаље из живота Милене Буразер. Након што јој је Боба открила да је Милена заљубљена у Андрију, Јована се баца на посао, који за главни циљ има да их раздвоји. Лепосава ће тотално да полуди због Љубинкине пословне идеје коју је предложила Миду. Иако су Тамбура и она желели да преваре Мида тако што ће да купи пословни простор, до тога ипак неће доћи јер је Љубинка дошла на идеју да се печење пече на Космају и оданде доставља на адресе у Београду. Због тога избија свађа између Лепосаве и Љубинке, али неће само оне заратити – жустра расправа избија и између Алексе и Луке, а све због Лауре. Иако је Андрија дао све од себе да реши проблем са Лауром, нови хаос избија када Алекса на своју руку пословним партнерима Лауру представи као некога ко је небитан у њиховом пословању. То ће да је избаци из колосека и поставља ултиматум који морају да прихвате, иначе ће им уништити посао... |              |                                                                            |                                  |                                                                                                   |                      |
| 1163 | 82           | Јована уцењује Милену                                                      | Милан Караџић и Станко Милошевић | Александар Радуловић, Милица Недељковић, Мина Ћирић, Биљана Вујовић, Душан Јанковић и Вида Басара | 31. август 2024.     |
| Јована долази до информације из живота Милене Буразер за коју нико не зна и тиме је уцењује. Јована није губила време након што јој је Боба открила да је Милена заљубљена у Андрију, па је Вањи поверила задатак да истражи све из Миленине прошлости. Тај задатак је очигледно испунила и више него одлично, с обзиром да је Јована сатерала Милену у ћошак. Не знајући шта да ради, Милена позива Бобу и састају се у бизнис клубу... Када је Алекса тужио Лауру, дошло је до још веће компликације у пословној сарадњи и она покреће исти корак, а то би могло да их кошта свега што су до сада постигли. Алекса позива Паула и преко њега покушава да утиче на Лаурину одлуку, али наилази на негативан одговор. Андрија сумња у Бобину оданост и мисли да је она та која је Јовани рекла да је Милена заљубљена у њега... |              |                                                                            |                                  |                                                                                                   |                      |
| 1164 | 83           | Рањених има, а биће и мртвих                                               | Милан Караџић и Станко Милошевић | Александар Радуловић, Милица Недељковић, Мина Ћирић, Биљана Вујовић, Душан Јанковић и Вида Басара | 1. септембар 2024.   |
| Јована је сатерала Милену Буразер у ћошак информацијом коју поседује о њој. Наиме, Јована је дошла до податка је се на почетку Миленине каријере један пацијент убио. Тиме је сада уцењује како би је удаљила од Андрије. Иако је ово годинама вешто крила, Милена из немоћи одлази на пиће са Бобом и признаје јој детаље из прошлости. Том приликом поручује: "рањених има,а биће и мртвих. У сваком случају ја сам жртва". Уна је убеђена да је Андрија вара са Миленом и о томе отворено прича са Луком... |              |                                                                            |                                  |                                                                                                   |                      |
| 1165 | 84           | Милена прети Андрији                                                       | Милан Караџић и Станко Милошевић | Александар Радуловић, Милица Недељковић, Мина Ћирић, Биљана Вујовић, Душан Јанковић и Вида Басара | 2. септембар 2024.   |
| Јована поново успева да закомпликује Андрији живот. Милена је на рубу живаца након Јованине уцене и сада на све начине покушава да се ишчупа из ситуације која би могла да је кошта посла. У разговору са Андријом показује зубе и прети му. Изгледа да је Љубинкина пословна идеја била пун погодак, с обзиром да је посао са продајом печења почео да цвета. Иако их позитивна реакција људи радује, Лепосава у томе не види ништа добро, јер су јој планови, да Мида превари за новац заједно са Тамбуром, пали у воду. Алексин однос са Ленком постаје све напетији... |              |                                                                            |                                  |                                                                                                   |                      |
| 1166 | 85           | Ко је Милени послао венац на кућну адресу                                  | Милан Караџић и Станко Милошевић | Александар Радуловић, Милица Недељковић, Мина Ћирић, Биљана Вујовић, Душан Јанковић и Вида Басара | 3. септембар 2024.   |
| Љубинка је покренула бизнис са бајадерама и Мидо очекује да ће Тривановић да јој у томе помогне. Цвеће и пиће стигли су на Андријину адресу, па Гала и Боба покушавају да сазнају од кога је. Цвеће стиже и код Милене, али проблем је што то није обично цвеће, већ венац. Шала јој нимало не прија и покушава да сазна од кога је. Алекса позива Ленку и извињава јој се што је био нервозан и позива је на на пиће у Малдиве. Ленка је љута што је Андрија преокупиран послом. Уна долази у Бобину канцеларију и затиче је са цвећем и пита се који младић јој је то послао. Боба на све начине покушава да сакрије да је цвеће заправо Андријино. Андрија прима позив од начелника полиције... |              |                                                                            |                                  |                                                                                                   |                      |
| 1167 | 86           | Милена за све криви Бобу, и да ли је у праву                               | Милан Караџић и Станко Милошевић | Александар Радуловић, Милица Недељковић, Мина Ћирић, Биљана Вујовић, Душан Јанковић и Вида Басара | 4. септембар 2024.   |
| Андрија признаје Уни да су цвеће и пиће ипак поклон за њега, а не за Бобу, али да заиста не зна ко се крије иза оваквог геста. Уна сумња на тајне обожаватељке, али Андрију то не дотиче. Милена оптужује Бобу да је она крива што јој је Јована сада „за вратом“. Шаље јој венац, и на тај начин јој прети, па Милена од Бобе захтева одговор зашто је Јовани испричала да је заљубљена у Андрију. Боба покушава да се "извуче" али безуспешно. Паоло позива Алексу и предлаже му виђање са Луком. Алекса је толико узбуђен да прекида вечеру са Ленком пословним темама, и Ленка му то опет замера. Лепосава посећује Љубинку у Малдивима и саветује је да прекине бизнис са бајадерама и да то ипак није посао за њу. Андрија сумња да је Уни још увек стало до Луке. И изгледа да га осећај не вара... |              |                                                                            |                                  |                                                                                                   |                      |
| 1168 | 87           | Лаура стиже у Београд                                                      | Милан Караџић и Станко Милошевић | Александар Радуловић, Милица Недељковић, Мина Ћирић, Биљана Вујовић, Душан Јанковић и Вида Басара | 5. септембар 2024.   |
| Лаура стиже у Београд и договара састанак са Андријом. Ова вест све ће да уздрма, а највише Алексу који добија позив од Паула... Андрија на самом почетку прекида разговор са Лауром и у тајности позива Луку којем нуди помоћ, а коју он оберучке прихвата. Током Андријиног разговора са Луком, Лаура се упознаје са Уном и започињу причу о Луки... Миле забушава на послу и нон стоп прича са неким на телефон, што ће Мида избацити из такта, јер ће сам посао завршити на његовим леђима. С друге стране, Лепосава не може да преболи то што је Љубинка постала самостална и што улази у посао са оцем... |              |                                                                            |                                  |                                                                                                   |                      |
| 1169 | 88           | Лаура не одустаје од Луке                                                  | Милан Караџић и Станко Милошевић | Александар Радуловић, Милица Недељковић, Мина Ћирић, Биљана Вујовић, Душан Јанковић и Вида Басара | 6. септембар 2024.   |
| Уна изјављује да се, једним делом, диви Лаури и да би волела да буде „намазана“ као она. Андрија је у шоку. Андрија и Уна се враћају из бизнис клуба у припитом стању, и настављају да пију у вили. Они су се можда лепо провели на дружењу са Лауром, али Лука није јер га је код куће сачекала Зврк која је видно бесна. Она ипак Лауру сматра великом претњом по свој однос са Луком. Гала тражи правог мушкарца и решила је да „окрене нови лист“. Од Дебељка тражи савет, и он јој говори да је она једна изузетно лепа жена, али да је потпуно погубљена у тим својим жељама и амбицијама. Радуле позива Јовану Бошњак, јер му треба помоћ. Треба му финансијска помоћ. Уна изјављује да се, једним делом, диви Лаури и да би волела да буде „намазана“ као она. Андрија је у шоку. Ленка трага за Луком и долази до бизнис клуба, у нади да ће га тамо затећи. Међутим, конобар јој саопштава да Лука није у кафићу. Зврк ју је послао да провери шта Лука ради са Лауром у бизнис клубу. Боба долази у вилу и говори Андрији да не може више да контролише Милену...                                         |              |                                                                            |                                  |                                                                                                   |                      |
| 1170 | 89           | Уна се каје што више није са Луком и то признаје Андрији                   | Милан Караџић и Станко Милошевић | Александар Радуловић, Милица Недељковић, Мина Ћирић, Биљана Вујовић, Душан Јанковић и Вида Басара | 7. септембар 2024.   |
| Након што је Уна признала Андрији да јој је криво што више није са Луком у браку, Андрија захтева објашњење! Лука се враћа кући код Зврка, али је затиче како спава. Успео је да се извуче из Лауриних канџи. За сада. Мидо се хвали Микију да му посао са бајадерама одлично кренуо и врло је поносан на Љубинку. Радуле долази код Јоване Бошњак. Тражи јој 2.000 евра или ће му "отићи" глава. Јована му позајмљује новац, али познајући њу, нешто ће му тражити заузврат! У бизнис клубу се поново састају Андрија, Лаура, Лука и Алекса али овога пута морају озбиљно да приступе послу. Лаура провоцира, као и обично, и Луки то нимало не прија. Андрија је пита да ли се слаже са тим да ако Лука и Алекса повуку тужбу против ње, да ће и она то исто учинити. Али, Лаура је дошла да им каже да ипак не одустаје од тужбе... |              |                                                                            |                                  |                                                                                                   |                      |
| 1171 | 90           | Милена добија поруку: "Отвори врата"                                       | Милан Караџић и Станко Милошевић | Александар Радуловић, Милица Недељковић, Мина Ћирић, Биљана Вујовић, Душан Јанковић и Вида Басара | 8. септембар 2024.   |
| Лука се пита шта ли ће то Лаура још тражити од њега и Алексу и до када ће их "крчкати на тихој ватри", а Алексу занима о чему су она и Лука разговарали у хотелу. Андрија се састаје са Лауром у бизнис клубу, док се Мидо распитује код Тамбуре о цени софтвера. Милена добија поруку да отвори врата, а да ли ће то учинити? |              |                                                                            |                                  |                                                                                                   |                      |
| 1172 | 91           | Лука оставља Зврка и одлази у хотел код Лауре                              | Милан Караџић и Станко Милошевић | Александар Радуловић, Милица Недељковић, Мина Ћирић, Биљана Вујовић, Душан Јанковић и Вида Басара | 9. септембар 2024.   |
| Лаура ће једним потезом поново направити тотални хаос. Иако Андрија даје све од себе како би Лаура "омекшала" и окончала рат са Алексом и Луком, она ипак не жели да попусти и да одустане од онога што је наумила, а то је да заведе Луку. Током окупљања у Малдивима, Лука добија позив од Лауре и оставља Зврка, која је са њим била у кафићу, и одлази код ње у хотел. Ово ће закомпликовати Лукин однос са Зврком, али и са Алексом. Лаура поставља још један услов који Лука мора да испуни, како би посао око модне колекције био у потпуности завршен... |              |                                                                            |                                  |                                                                                                   |                      |
| 1173 | 92           | Зашто Радуле долази код Милене                                             | Милан Караџић и Станко Милошевић | Александар Радуловић, Милица Недељковић, Мина Ћирић, Биљана Вујовић, Душан Јанковић и Вида Басара | 10. септембар 2024.  |
| Ленка и Зврк се преиспитују да ли су умислиле да је Лаура опасна жена која сада хоће и Алексу и Луку. Заправо схватају да њих двојицу не занима Лаура, већ само да Адин сан спроводу у дело. Боба саветује Милену да сместа напусти Кан Капитал, како је још неко не би видео. Одлази код Јоване и Вање у канцеларију и са њима дели запањеност што је у фирми срели ни мање ни више него Милену. Мики Тамбура долази Миду са одличним вестима. Андрија и Уна пију пиће у бизнис клубу, и он јој се жали како му је сумњиво што се Лаура није поздравила с њим пре повратка у Италију. Алекса напомиње Ленки да је Уна у последње време почела да се "врзма" око Луке. Поготово је чудно јер Уна није у добрим односима са својим супругом Андријом. Ленка га умирује речима да је то "њихова Уна", пријатељ који им увек жели добро и да је сасвим очекивано да проводи време са Луком, јер имају дете. Радуле долази на Миленина врата... |              |                                                                            |                                  |                                                                                                   |                      |
| 1174 | 93           | Милена прети Боби и Јовани, а не остаје дужна ни Андрији                   | Милан Караџић и Станко Милошевић | Александар Радуловић, Милица Недељковић, Мина Ћирић, Биљана Вујовић, Душан Јанковић и Вида Басара | 11. септембар 2024.  |
| Јована и Вања искрено разговарају. Јована је свесна да је гадура, јер ради гадне ствари, како она каже, али је занима да ли то и други људи мисле о њој, па пита Вању за мишљење. Андрија признаје да га је новац много променио, а да тога није био ни свестан. Јована и Боба су постале блиске, када су добиле заједничког непријатеља - Милену Буразер, која је почела сада њима да прети. Боба је у страху, док је Јована сигурна да блефира. Андрија се извињава Луки, јер није био фер према њему и Алекси, и жели да то исправи. Лука га не схвата озбиљно и сматра да је то све прошлост, али Андрија се мења и жели да крене испочетка. Милена не стаје са претњама и упада у Андријину канцеларију... |              |                                                                            |                                  |                                                                                                   |                      |
| 1175 | 94           | Након сазнања да ју је Андрија преварио, Уна долази код Луке               | Милан Караџић и Станко Милошевић | Александар Радуловић, Милица Недељковић, Мина Ћирић, Биљана Вујовић, Душан Јанковић и Вида Басара | 12. септембар 2024.  |
| Милена је направила скандал, огромних размера и сада последице осећају сви... Небојша посећује оца у Фејму, са питањем о каквом софтверу је реч и зашто га је продао Миду. Након што је Милена пред свима рекла да воли Андрију, Уна је остала у шоку и сада чека одговоре, које нажалост неће добити јер Андрији не пада на памет да се правда! Јовани се сложило након скандала који је направила Милена у Андријиној канцеларији. Неће дозволити да јој свако улази у фирму и још више, вређа њеног бившег мужа. Милена планира да објави све снимке које је снимила у својој ординацији, како би уништила Андрију. Међутим, Боба јој саветује да то ипак не чини, јер би тако и себе уништила. После сазнања да је Андрија вара, Уна одлази код Луке... |              |                                                                            |                                  |                                                                                                   |                      |
| 1176 | 95           | У кревету се нећеш вратити док ми не кажеш шта је било оне ноћи            | Милан Караџић и Станко Милошевић | Александар Радуловић, Милица Недељковић, Мина Ћирић, Биљана Вујовић, Душан Јанковић и Вида Басара | 13. септембар 2024.  |
| Милена одлучује да објави фотографије од оне ноћи коју је провела заједно са Андријом и то сазнају Јована и Боба. Док Јовану то не занима, Боба је у страху да би ту могло свашта да се види. Уна и Лука воде озбиљан разговор! Уна тугује јер је схватила да је њен брак са Андријом фарса и да ју је он преварио, а Лука, с друге стране, и није нека подршка. Шта више, показује као да би њихов развод њему био проблем, док Уна од њега очекује да он жали што су се њих двоје растали. Радуле је покушао да "извуче" 2.000 евра од Милене, али безуспешно и долази код Јоване да јој се жали. Милени је криво што је имала "испад" у Кан Капиталу. Боба је теши да то није ништа страшно, али Милена ни не слути да јој њена најбоља другарица није лојална. "У кревет се нећеш вратити док ми не кажеш шта је било оне ноћи", реченица је којом је Уна дочекала Андрију када је долазио кући са посла. |              |                                                                            |                                  |                                                                                                   |                      |
| 1177 | 96           | Није ми добро, нећете веровати шта се догодило! Ово је почетак краја...    | Милан Караџић и Станко Милошевић | Александар Радуловић, Милица Недељковић, Мина Ћирић, Биљана Вујовић, Душан Јанковић и Вида Басара | 14. септембар 2024.  |
| Јована није успела да спроведе своју акцију са Радулом, када је предложила да шанер упадне у Миленин стан и нађе фотографије и снимке са Андријом. Милена ипак није отишла на пиће са Бобом и ухватила је Радула на делу... Иако није извршио задатак, Радуле је ипак зарадио 2.000 евра које му је обећала Јована. Али исто тако, припретила му је да "држи језик за зубима"! Уна и Андрија воде искрен разговор, по ко зна који пут. Уна му придикује и замера што ју је варао са њиховим психотерапеутом, а он јој скреће пажњу да у односу са Уном није био вољен. Уна то није ни приметила. Мидо је опет у проблему! Мики Тамбура га је преварио, и то сазнаје од Дебељка. Јована и Вања покушавају да хакују Андријин компјутер, али безуспешно. Не знају шифру. Боба "панично" улази код Јоване и Вање у канцеларију и најављује смак света! Њиховим животима је крај... Андрија проналази информације у свом компјутеру, које му, у најмању руку, никако не пријају... |              |                                                                            |                                  |                                                                                                   |                      |
| 1178 | 97           | Ја не могу да живим више с тим човеком...                                  | Милан Караџић и Станко Милошевић | Александар Радуловић, Милица Недељковић, Мина Ћирић, Биљана Вујовић, Душан Јанковић и Вида Басара | 15. септембар 2024.  |
| Уна отвара Луки душу, признајући му да јој живот са Андријом постаје неподношљив. Јована "теши" Уну говорећи јој да је млада и да је живот још пред њом, међутим у овом тренутку, никакве речи не могу да јој помогну. Небојша Тамбура прети Микију да врати Миду новац, истичући да уколико то не уради, "неће му ни служба помоћи". Заправо, како је нагласио, паре ће од сада дуговати директно њему, а не Миду. Уна је са сином дошла код Луке, па искористила прилику да олакша душу и пожали се на свој однос са Андријом. Сматра да више не може да живи са њим, док је Лука пун разумевања и подршке. Иако јој је раније саветовао да истрпи мало због сина, сада више није сигуран да је то добра идеја. |              |                                                                            |                                  |                                                                                                   |                      |
| 1179 | 98           | Званични крах Униног и Андријиног брака; Одлази да живи код Луке           | Милан Караџић и Станко Милошевић | Александар Радуловић, Милица Недељковић, Мина Ћирић, Биљана Вујовић, Душан Јанковић и Вида Басара | 16. септембар 2024.  |
| И док Уна помоћ тражи од Луке, Андрија је решио да оде код Јоване. Уна и Андрија су решили да се растану, а она је са кофером дошла до Луке. Андрија се не слаже са оваквим решењем, па се она суочава са Луком, који истиче како не може да одбије помоћ мајци свог детета. И док Уна уточиште тражи код Луке, Андрија моли Јовану да преноћи код ње. |              |                                                                            |                                  |                                                                                                   |                      |
| 1180 | 99           | Лука љуби Уну, а Андрија проводи ноћ код Јоване                            | Милан Караџић и Станко Милошевић | Александар Радуловић, Милица Недељковић, Мина Ћирић, Биљана Вујовић, Душан Јанковић и Вида Басара | 17. септембар 2024.  |
| Андрија након јавне срамоте долази код Јоване и пита је да проведе ноћ у њеном стану јер нема где, што ће она врло радо да прихвати... Јована са Андријиног телефона позива Милену Буразер и поручује јој да је између њега и ње готово. Уна након раскринкане Миленине и Андријине афере, пакује кофере и на неко време са Акицом одлази код Луке. Иако је пристао да се уселе, то ће пољуљати његов однос са Зврком, која је убеђена да Уна жели да врати Луку у свој живот. Лука добија позив који ће га толико обрадовати, а у једном моменту долази до његовог и Униног пољупца... |              |                                                                            |                                  |                                                                                                   |                      |
| 1181 | 100          | Из Милениног рачунара нестаје њен снимак са Андријом                       | Милан Караџић и Станко Милошевић | Александар Радуловић, Милица Недељковић, Мина Ћирић, Биљана Вујовић, Душан Јанковић и Вида Басара | 18. септембар 2024.  |
| Андрија од Маријане сазнаје да је Уна спаковала ствари и уселила се код Луке. Андрија након скандала са Миленом доноси одлуку да се не појављује у јавности, а Јована га све време "покрива". Иако се крије у Јованином стану, она се понаша као да ништа не зна. Тамбура упада у проблем са Мидом, јер се испоставило да софтвер који му је платио 7000 евра, заправо није исправан. Из Милениног рачунара нестаје хард-диск на којем се налазе њени снимци са Андријом. Сумњу одмах баца на Јовану, која овог пута уопште није крива. Боба, Уна и Јована дају све од себе да сазнају ко стоји иза крађе која би могла тотално да уништи Андријину репутацију... |              |                                                                            |                                  |                                                                                                   |                      |
| 1182 | 101          | Слободно можеш да се вратиш из те мишије рупе у коју си се завукао!        | Милан Караџић и Станко Милошевић | Александар Радуловић, Милица Недељковић, Мина Ћирић, Биљана Вујовић, Душан Јанковић и Вида Басара | 19. септембар 2024.  |
| Боба саопштава Јовани и Уни да ће морати да плате 30.000 евра уцењивачу, али се све три боје да ће се изнуда наставити чак иако му дају тражени новац. Мидо са Милетом покушава да направи план како да од Микија извуку новац од софтвера. Ленка и Алекса покушавају да утеше Зврка, а она им саопштава да неће моћи да живи под истим кровом са Уном. У том тренутку, на вратима се појављује Лука... Јаз између Андрије и Уне се продубљује у телефонском разговору. Огорчена, саопштава: „Слободно можеш да се вратиш из те мишије рупе у коју си се завукао!“. |              |                                                                            |                                  |                                                                                                   |                      |
| 1183 | 102          | Да ли ће пасти нови страсни пољубац између Уне и Луке?                     | Милан Караџић и Станко Милошевић | Александар Радуловић, Милица Недељковић, Мина Ћирић, Биљана Вујовић, Душан Јанковић и Вида Басара | 20. септембар 2024.  |
| Лука покушава да објасни Зврк шта се догодило и говори јој да ће Уна увек бити део његовог живота. Миле је збуњен када га жена, која улази у Малдиве, пита да ли је то хотел. Он је не препознаје. Андрија говори Уни да је снимак неважан, али Радуле уцењује њу, не њега. Расправа се наставља... Тетка прича са Милетом, распитује се где је Каја... Јована покушава да заведе Андрију, појављује се пред њим у раскошној спаваћици. Микију се по свему судећи, тетка не допада и то отворено показује. Лука Уни говори да је она Акицина мајка и да ће увек нешто осећати према њој. Уну не занима та информација, већ да ли према њој самој има емоције и поново га страсно љуби... |              |                                                                            |                                  |                                                                                                   |                      |
| 1184 | 103          | Лука се буди поред Уне, а Андрија поред Јоване                             | Милан Караџић и Станко Милошевић | Александар Радуловић, Милица Недељковић, Мина Ћирић, Биљана Вујовић, Душан Јанковић и Вида Басара | 21. септембар 2024.  |
| Лука и Уна воде озбиљан разговор након ноћи коју су провели заједно. Ирма је са децом у Валенсији на заслуженом одмору. Лука се буди поред Уне, Андрија поред Јоване... Јована сва насмејана улази у канцеларију код Бобе. Боба се пита коме или чему треба да захвале на том њеном расположењу. Андрија тражи информацију да ли је и ко слао полицију код Радула. Лука пита Уну шта је видела на Андрији Бошњаку. Мидо код Микија распитује где је човек који им је продао софтвер. Мики му говори да не зна... Коле је остао да чува ствари на плажи, док се Ирма и Дуња купају. Али, када су изашле из воде Колета нема. Ирма га тражи погледом, али њега нема, а нема ни новчаника у ташни... Андрија прича са Радулом, покушава да реши проблем уцене... Лука и Алекса су на састанку на којем би требало да потпишу уговор за модну линију Аде Каначки. Уна зове Милену да поново дође на терапију код ње. Милена је скроз збуњена позивом... |              |                                                                            |                                  |                                                                                                   |                      |
| 1185 | 104          | Андрији ће позлити када сазна да су снимци са Миленом испливали у јавност  | Милан Караџић и Станко Милошевић | Александар Радуловић, Милица Недељковић, Мина Ћирић, Биљана Вујовић, Душан Јанковић и Вида Басара | 22. септембар 2024.  |
| Милена добија изненадни позив од Уне која жели да дође код ње на сеансу. Иако на ово није спремна, Милена пристаје, само како би сазнала шта Уна жели од ње. Панчета позива Луку како би проверила да ли је код куће све под контролом, међутим, одмах ће да схвати да између Зврка и њега нешто није у реду... Андрију је издао човек од којег то никада не би могао да очекује, а сада би због тога могао да се нађе у проблему. Иако му нуди финансијску помоћ, он то одбија и прети Андрији да ће објавити његове снимке са Миленом. Зврк је спремна да Луки опрости пољубац са Уном и због тога долази код њега. Међутим, њихов разговор ће поново да прекине Уна, са којом је Лука провео ноћ... Андријини снимци са Миленом испливали су у јавност, због чега ће му позлити... |              |                                                                            |                                  |                                                                                                   |                      |
| 1186 | 105          | Андрија је хитно хоспитализован                                            | Милан Караџић и Станко Милошевић | Александар Радуловић, Милица Недељковић, Мина Ћирић, Биљана Вујовић, Душан Јанковић и Вида Басара | 23. септембар 2024.  |
| Андрија је хитно хоспитализован након што је Радуле свима послао његов снимак са Миленом. Лука и Зврк доносе одлуку да се помире и да својој вези дају нову шансу, а ову вест Уна ће тешко поднети, јер се надала помирењу са Луком након што су провели ноћ заједно. Андрији је позлило када је видео да је Радуле снимак послао медијима и познаницима. Ускоро би сви могли да виде његову интиму са Миленом Буразер, што би уништило његову репутацију, а Јована и Боба дају све од себе како би то спречиле. Уна посећује Андрију у болници... |              |                                                                            |                                  |                                                                                                   |                      |
| 1187 | 106          | Уна посећује Андрију у болници                                             | Милан Караџић и Станко Милошевић | Александар Радуловић, Милица Недељковић, Мина Ћирић, Биљана Вујовић, Душан Јанковић и Вида Басара | 24. септембар 2024.  |
| Андрија је доживео срчани удар када је Радуле објавио његов снимак са Миленом, а забринута Уна му долази у посету. Иако је њихов однос у последње време био нарушен, Уна покушава да избегне разговор о томе и Андрији пружа сву могућу подршку. Он јој се извињава и признаје да се од овога никада неће моћи опоравити, као и да му је нарушено његово достојанство. Међутим, није Андрија једини којем је живот уништен, на том списку се налази и Милена којој пацијенти већ отказују терапије. Лепосава љубоморише због Тамбуриног односа са Милетовом тетком... Иако је деловало да Јована помаже Андрији, испоставља се тотално супротно – она је платила Радулу да објави Андријин и Миленин снимак.... |              |                                                                            |                                  |                                                                                                   |                      |
| 1188 | 107          | Андријино здравствено стање се нагло погоршава                             | Милан Караџић и Станко Милошевић | Александар Радуловић, Милица Недељковић, Мина Ћирић, Биљана Вујовић, Душан Јанковић и Вида Басара | 25. септембар 2024.  |
| Андријино здравствено стање нагло се погоршава и доктори дају све од себе како би му спасили живот. Миле од тетке добија нови задатак који мора да испуни како би добио наследство. С обзиром да није испунио њен захтев да ожени девојку коју воли, она га сада ставља на свршен чин – ако жели новац, мора да раскине са Кајом, на шта он одмах пристаје. Док се Андрији бори за живот, Јована напада Уну да је са њим само због новца. У болници долази до њихове жустре расправе. Лука долази код Јоване... |              |                                                                            |                                  |                                                                                                   |                      |
| 1189 | 108          | Андрија се буди из коме                                                    | Милан Караџић и Станко Милошевић | Александар Радуловић, Милица Недељковић, Мина Ћирић, Биљана Вујовић, Душан Јанковић и Вида Басара | 26. септембар 2024.  |
| Андријино здравствено стање се побољшава и буди се из коме. Миле раскида са Кајом. Након што му је тетка дала услов да мора да раскине везу са њом ако жели да добије наследство, Миле је размислио и дошао до закључка - заиста не воли Кају. Лука долази код Јоване како би покушао да реши њен проблем са Уном, али му то не успева и започињу "рат". Иако се пробудио из коме, Андријин живот је и даље угрожен, због чега наредних 12 сати мора да буде под будним оком лекара... Мидо у разговору са Милетом сазнаје услов који му је тетка поставила како би добио наследство, а тотално ће бити изненађен када сазна да је Миле оставио Кају само због новца... |              |                                                                            |                                  |                                                                                                   |                      |
| 1190 | 109          | Да ли ће Милетова тетка да наседне на Тамбурину превару                    | Милан Караџић и Станко Милошевић | Александар Радуловић, Милица Недељковић, Мина Ћирић, Биљана Вујовић, Душан Јанковић и Вида Басара | 27. септембар 2024.  |
| Милетова тетка Мелани наседа на Тамбурину превару. Након што га је позвала да са њом крене у Аустралију, Мики јој поставља услов на који ће она највероватније да пристане, а то је да му унапред пребаци 50.000 евра. Ово сазнање уплашиће Милета, који ће покушати да јој објасни да је Мики преварант, али му то неће поћи за руком. Каја нестаје после раскида са Милетом. Никоме се не јавља на телефон, а забринута Зврк прво долази код Милета у Малдиве у нади да су заједно. Међутим, ни њему се Каја не јавља на телефон. Лука долази Андрији у посету... |              |                                                                            |                                  |                                                                                                   |                      |
| 1191 | 110          | Лука посећује Андрију у болници                                            | Милан Караџић и Станко Милошевић | Александар Радуловић, Милица Недељковић, Мина Ћирић, Биљана Вујовић, Душан Јанковић и Вида Басара | 28. септембар 2024.  |
| Коста позива Јовану, а она му открива све детаље Андријине афере са Миленом. Миле раскида са Кајом, а то је био услов како би од тетке добио наследство. Међутим, он убрзо схвата да је донео погрешну одлуку и да га новац не занима. С друге стране, Каја долази у Фејм и напада Мелани због свега што је урадила Милету и њој. Не може да јој пређе преко тога што је Милета уценила раскидом, само како би добио наследство и то јој отворено говори. Након што је за длаку избегао смрт, Андрија доноси важне одлуке које ће променити не само његов живот, већ и људе око њега... |              |                                                                            |                                  |                                                                                                   |                      |
| 1192 | 111          | Бићете обезбеђени ти и Акица                                               | Милан Караџић и Станко Милошевић | Александар Радуловић, Милица Недељковић, Мина Ћирић, Биљана Вујовић, Душан Јанковић и Вида Басара | 29. септембар 2024.  |
| Јована је још увек бесна што се Уна појавила код Андрије у болници и не престаје да се жали Вањи, којој није јасно због чега је Јована толико узнемирена. Миле је коначно испратио тетку, па са Мидом „залива“ њен одлазак. Ипак, то није једини разговор који њих двојица имају да обаве. У бизнис клубу, Милена предочава Боби да ће због Андријиног стања сигурно доћи до неких промена, а на помен да би Јована убудуће могла да води фирму, Боба реагује причом о отказу. После Андријиног позива, Уна моментално креће у болницу. Он жели да обави важан разговор са њом... |              |                                                                            |                                  |                                                                                                   |                      |